# ابوسمبل
ابو سِمبِل، معبدی است که توسط رامسس دوم میان سال‌های ۱۲۷۹–۱۲۱۳ پیش از میلاد در روستای نوبه در جنوب مصر ساخته شد. این معبد در میراث جهانی یونسکو ثبت شده‌است.

## ساختمان

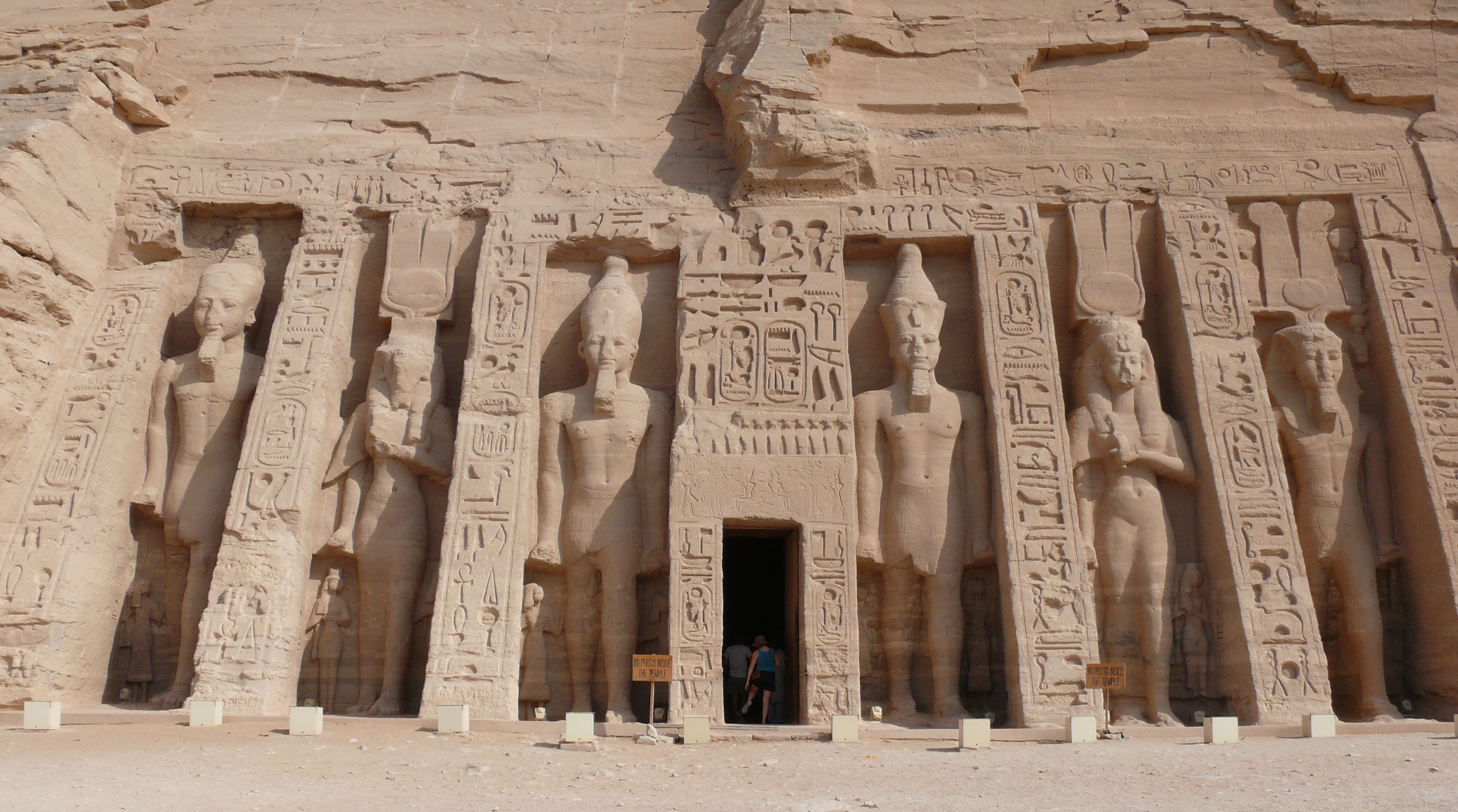
نمایی از روبروی معبد رامسس دوم، ابوسمبل

در طرفین ورودی معبد چهار مجسمه عظیم (به ارتفاع ۲۰ متر) از رامسس دوم وجود دارد. این معبد رو به شرق است و Re-Horakhty یکی از خدایان خورشید درست در بالای فرورفتگی سردر ورودی قرار دارد. یکی از ویژگی‌های این معبد، چگونگی سامان دادن جهت قرارگرفتن آن است که باعث شده دو بار در سال، در ۲۲ فوریه و ۲۲ اکتبر، پرتوهای خورشید دقیقاً به داخلی‌ترین مکان مقدس معبد بتابد و مجسمه‌های چهار خدای نشسته در آن مکان که عبارتند از Path, Amun-Re, Ramesses II و Re-Horakhty را کاملاً درخشان و روشن کند. ساخت این چهار مجسمه ۲۰ سال به طول انجامید.

## جابجایی معبد ابوسمبل
در سال ۱۹۶۰ دولت مصر برای تولید برق و همچنین کنترل آب کشاورزی مشغول ساخت بزرگ‌ترین سد مصر در منطقه اسوان شد. نظر باستان شناسان این بود که با آبگیری سد اسوان معبد ابوسیمبل به زیر آب می‌رود. معبدی که برای ساخت آن بیش از ۵۰۰۰۰ هزار سنگ‌تراش به صورت شبانه و روزی تلاش کرده بودند. فشارهای بین‌المللی به دولت مصر و همچنین تلاش یونسکو موجب انتقالی شد که در نوع خود یکی از افتخارات مهندسان عصر حاضر به حساب می‌آید. یک تیم آلمانی مسئولیت انتقال این یادگار باستانی را به عهده گرفت. ابتدا محلی که از نظر شرایط و موقعیت جغرافیایی با محیط اصلی همخوانی داشت انتخاب شد.
مهندسین با اره‌های الکتریکی این کوه مرتفع را به قطعات ۳ تا ۵ تنی تقسیم کردند و آن را به مکانی که در نظر گرفته شده بود، انتقال دادند. جرثقیل‌های غول‌پیکر قطعات را با دقت و وسواس به محل می‌برد و مهندسان و معماران آن را به روی یکدیگر نصب می‌کردند. جدا کردن کتیبه‌ها و هیروگلیف‌ها یک کار طاقت فرسا بود. اما این کار عظیم با دقت انجام گرفت. همانگونه که ساخت معبد ابو سمبل شگفت‌انگیز است، جابجایی و انتقال این بنای عظیم نیز انسان را بهت‌زده می‌کند و لازم است ذکر شود که این معبد در سال ۱۸۱۷ توسط جووانی باتیستا بلتسونی کشف شد در حالی که تا آن موقع معبد زیر شن‌ها و ماسه‌ها یی که در طول دو هزار سال معبد را فرا گرفته بود مدفون بود.

## نگارخانه

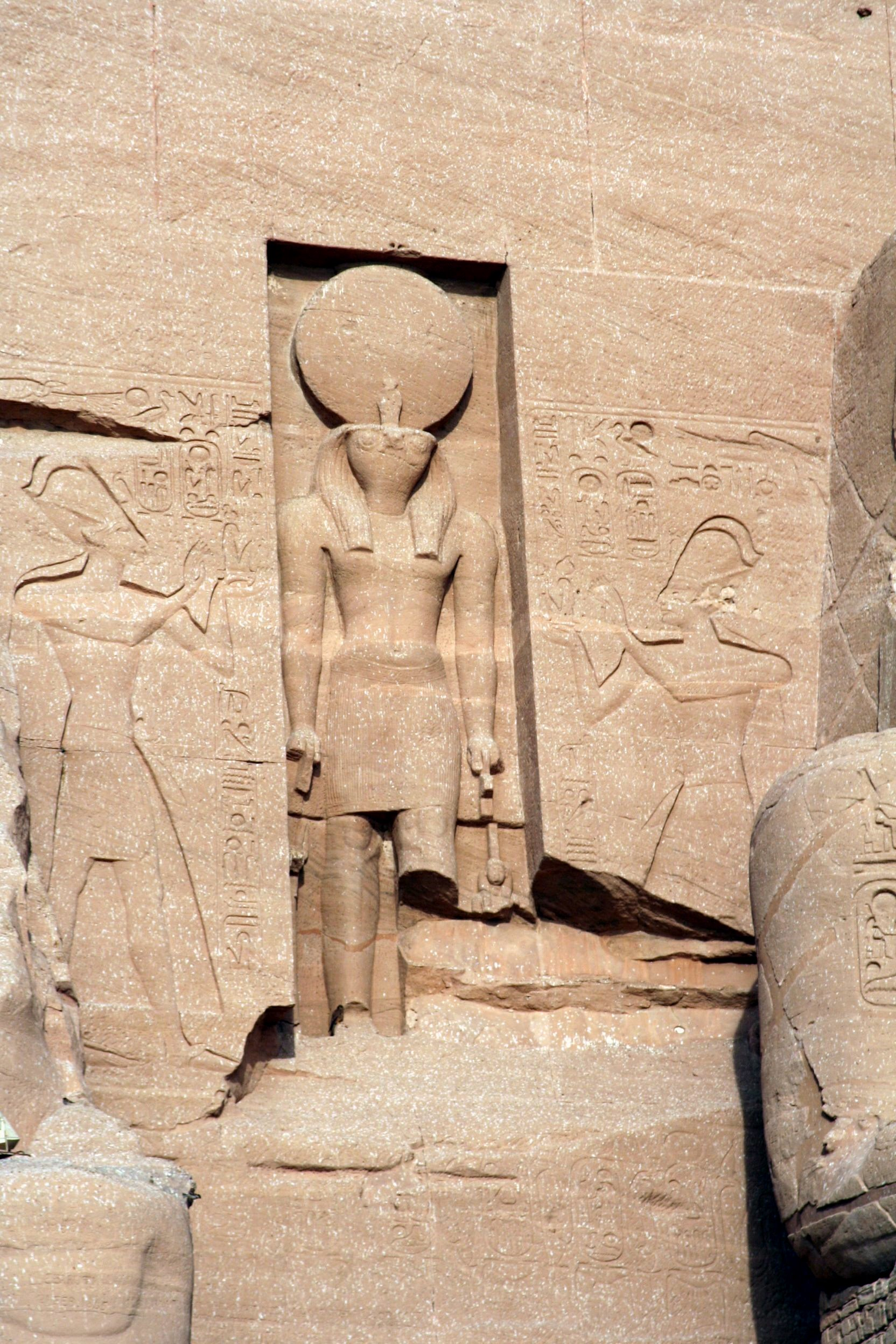
معبد رامسس دوم، ابو سمبل
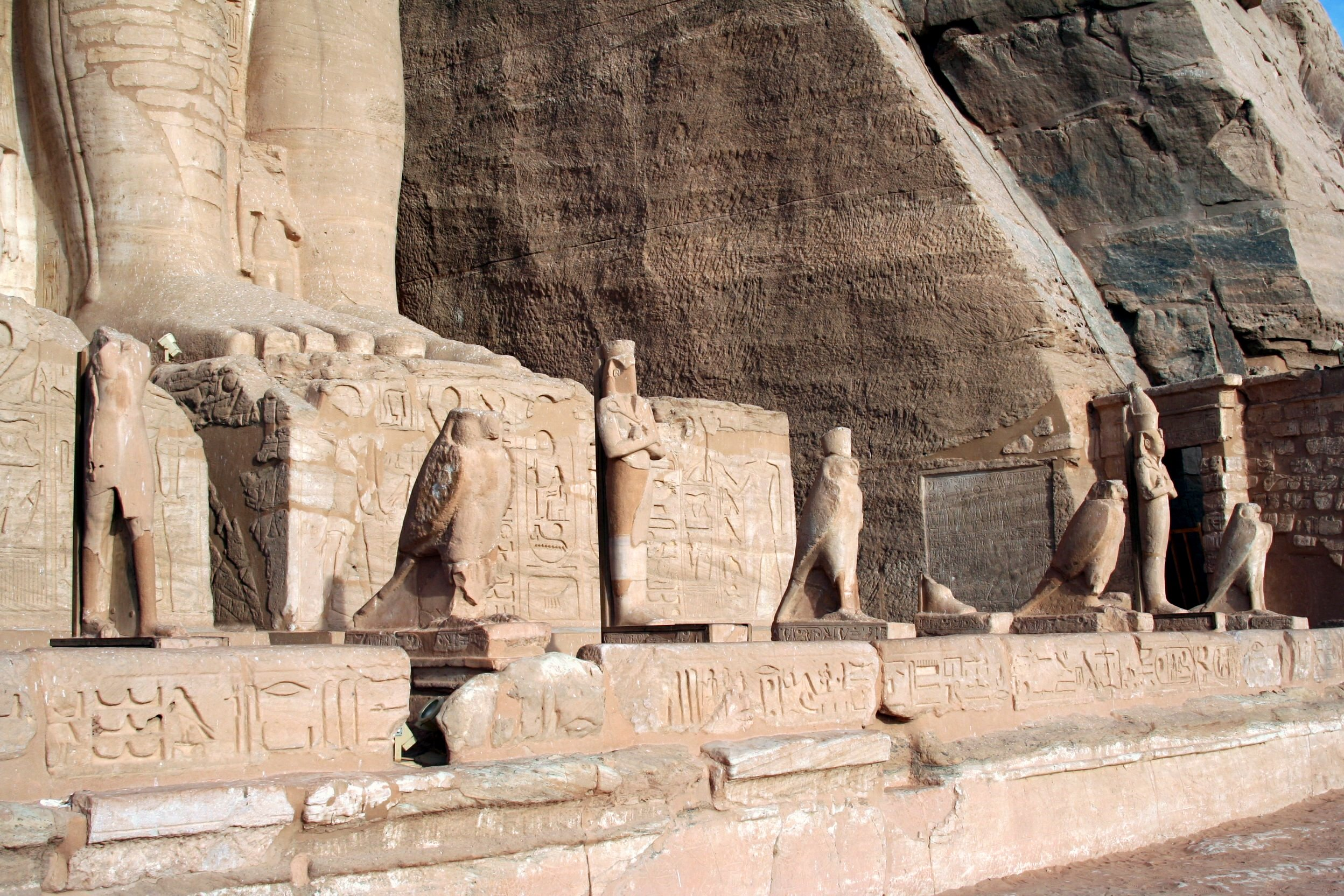
معبد رامسس دوم، ابو سمبل
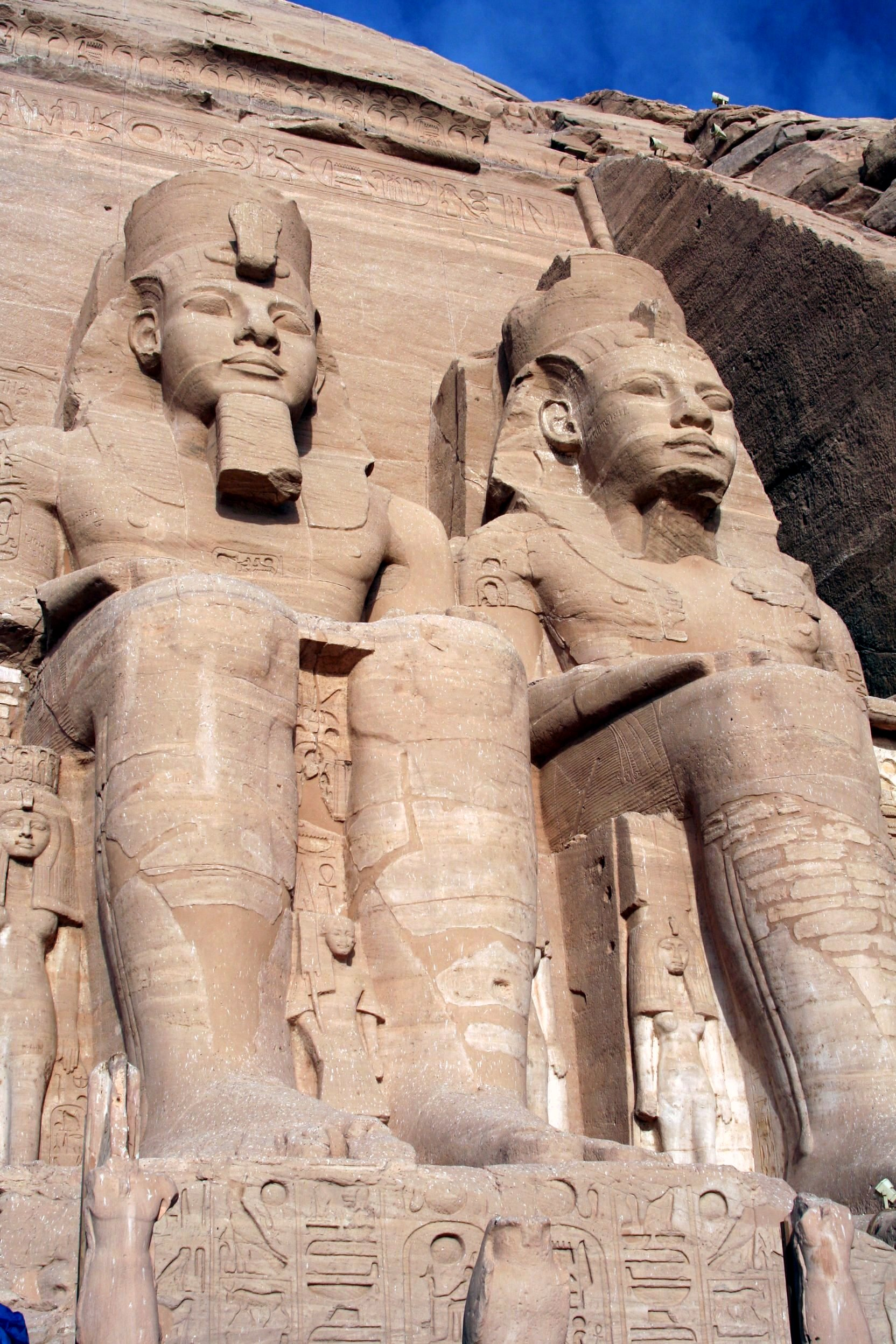
معبد رامسس دوم، ابو سمبل
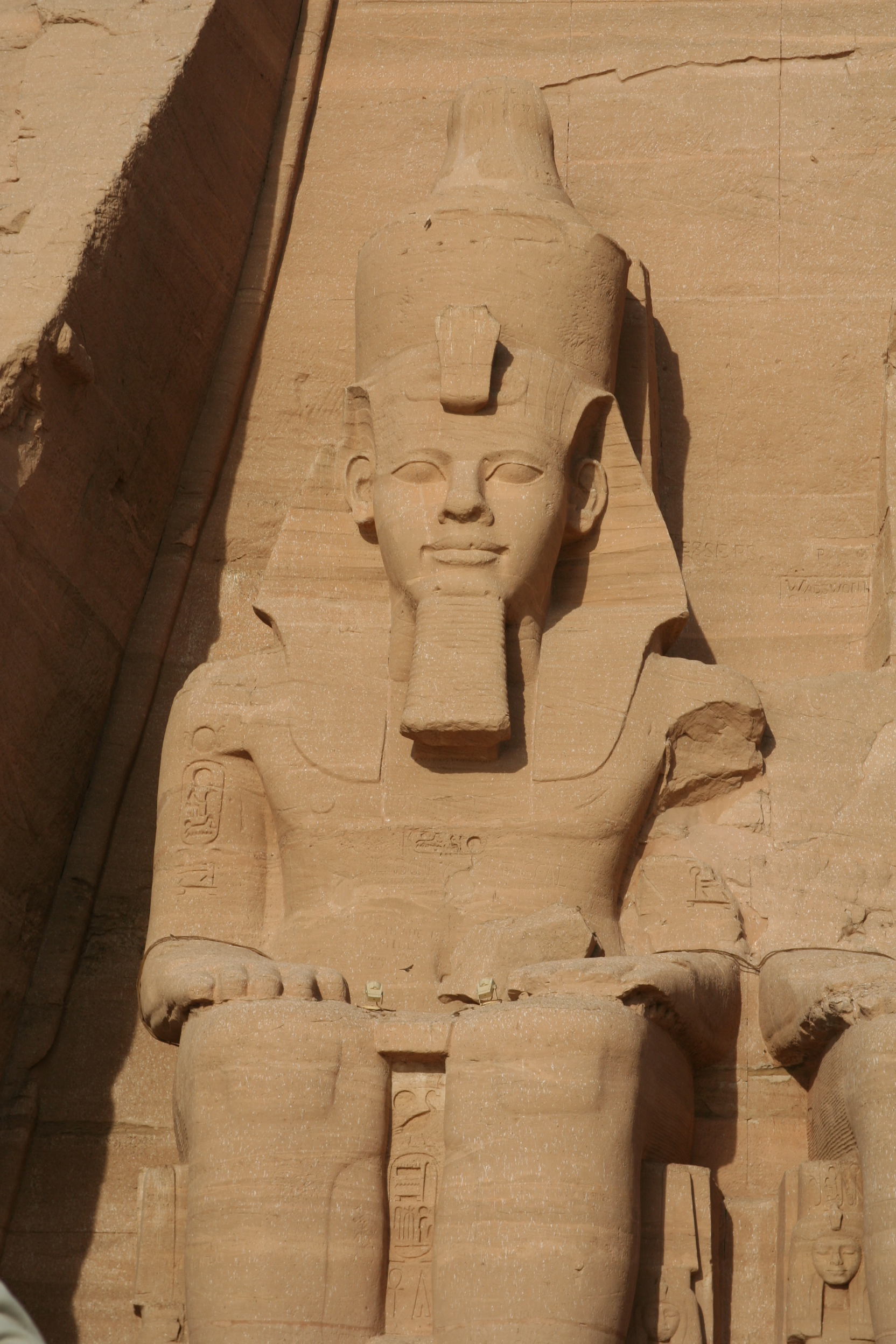
معبد رامسس دوم، ابو سمبل
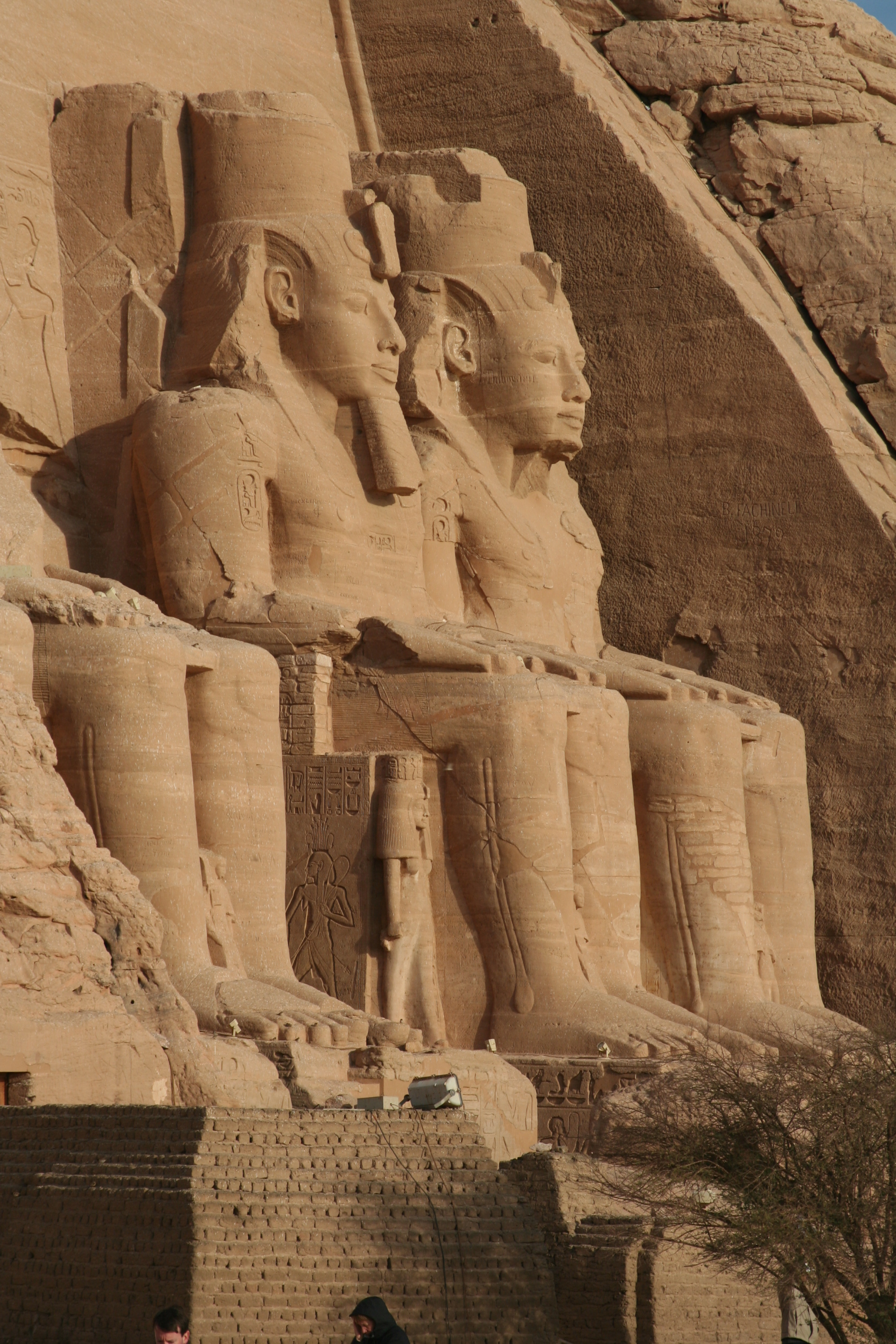
معبد رامسس دوم، ابو سمبل
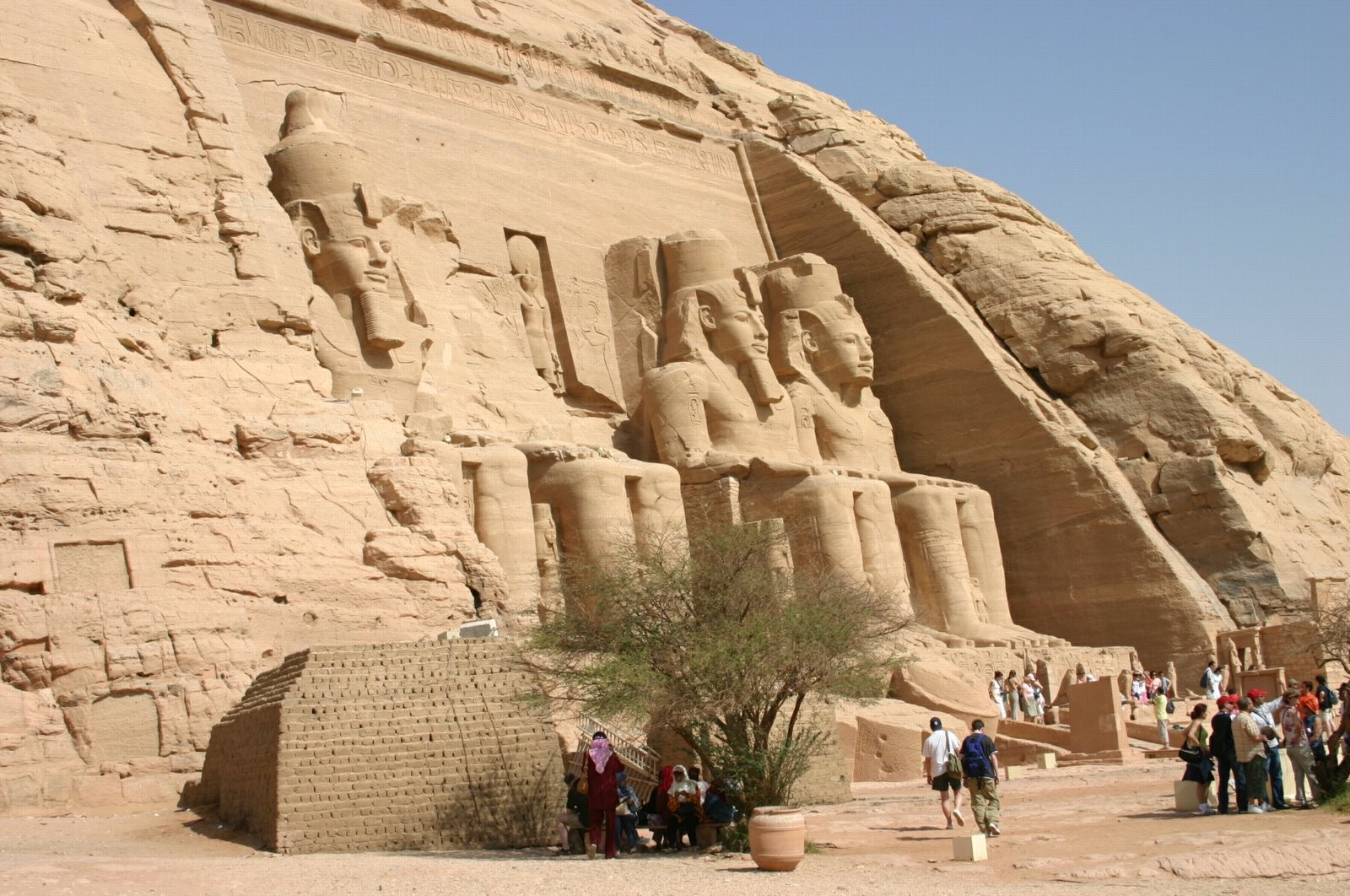
معبد رامسس دوم، ابو سمبل
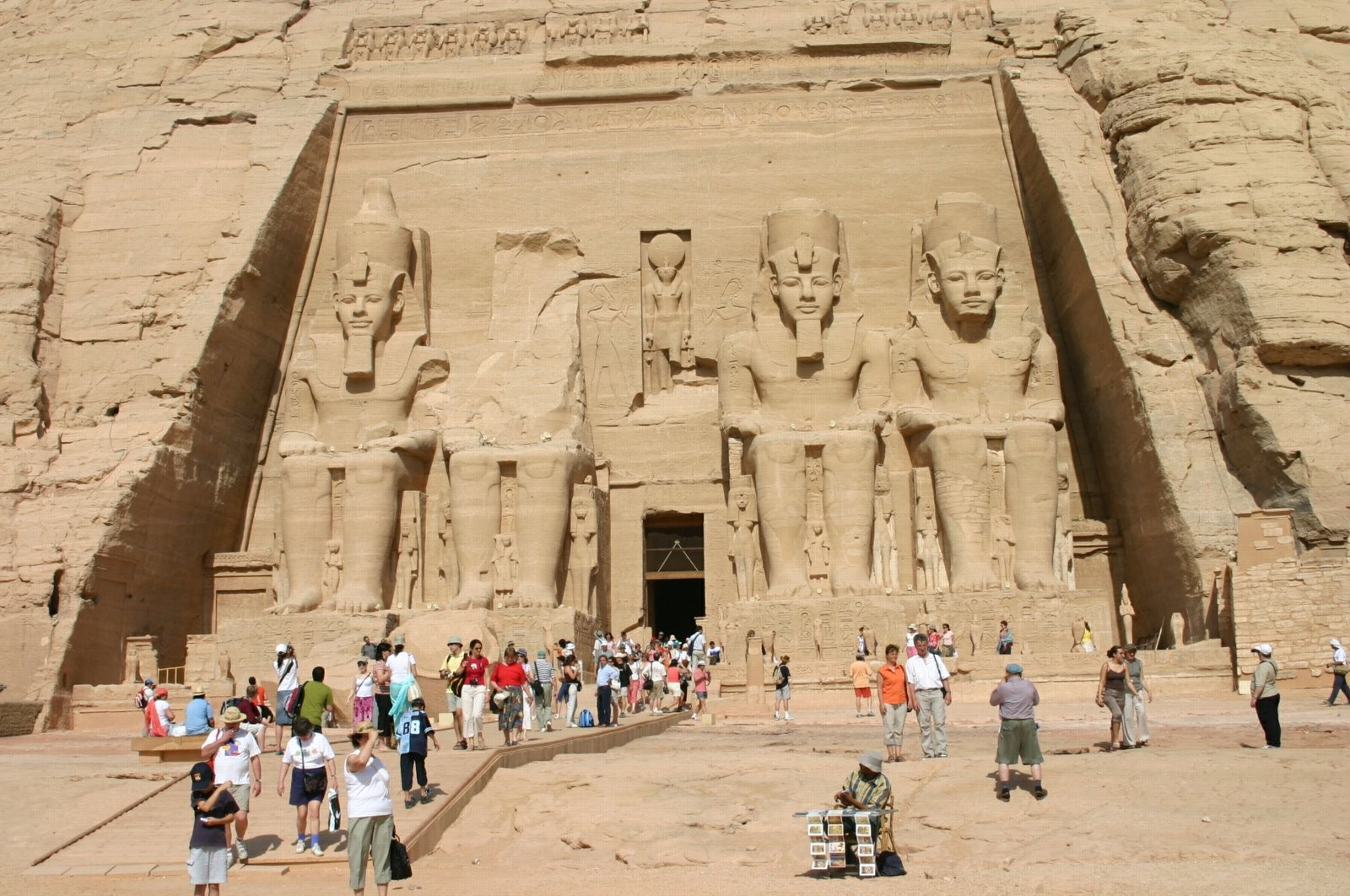
معبد رامسس دوم، ابو سمبل
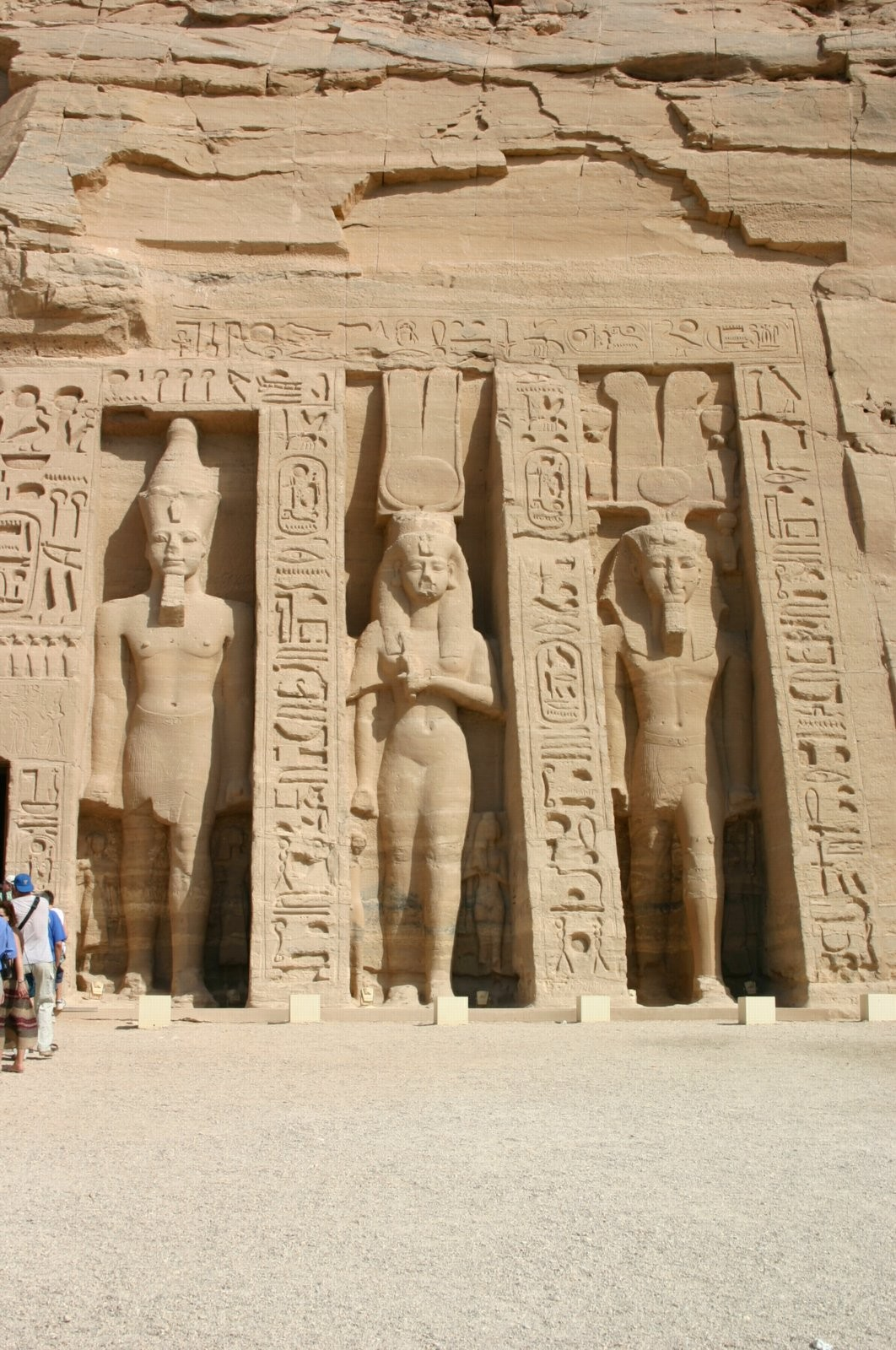
معبد رامسس دوم، ابو سمبل
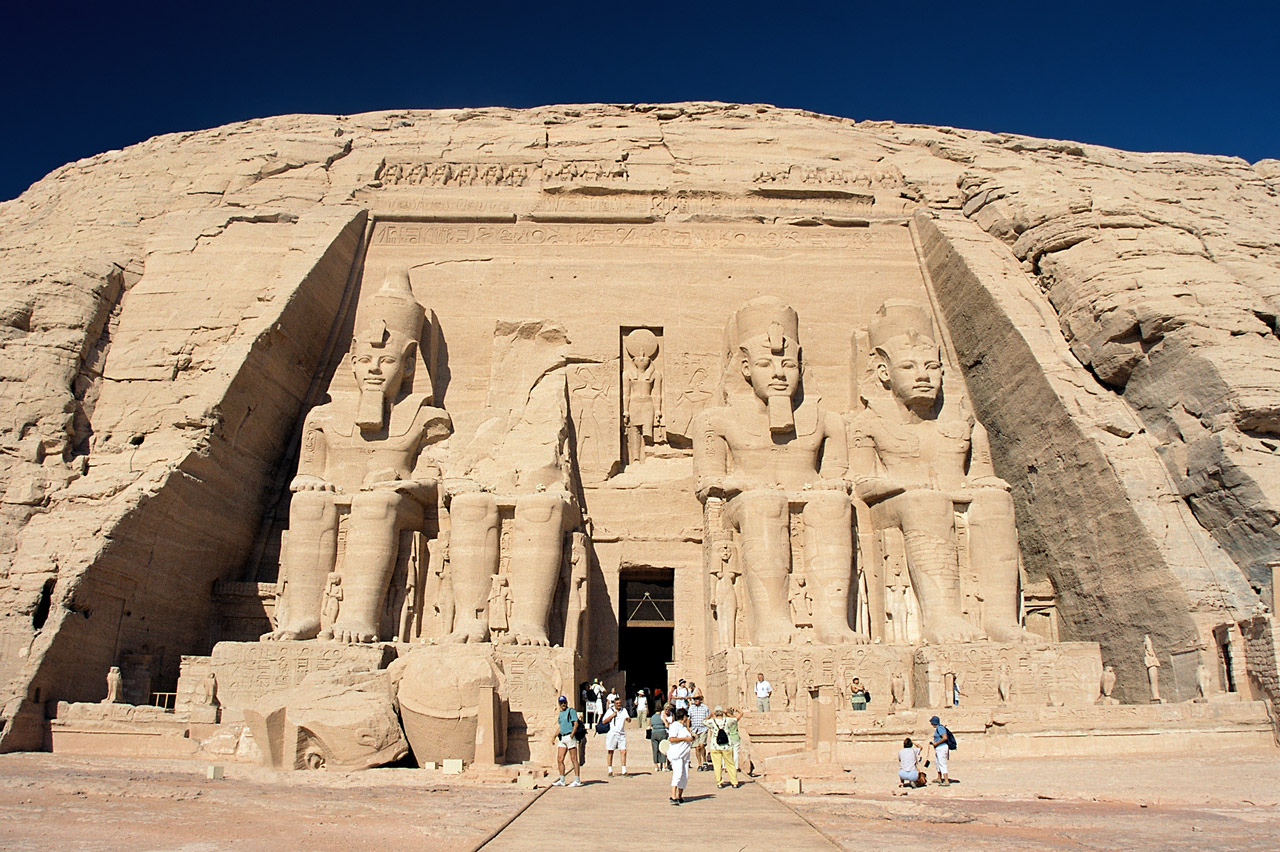
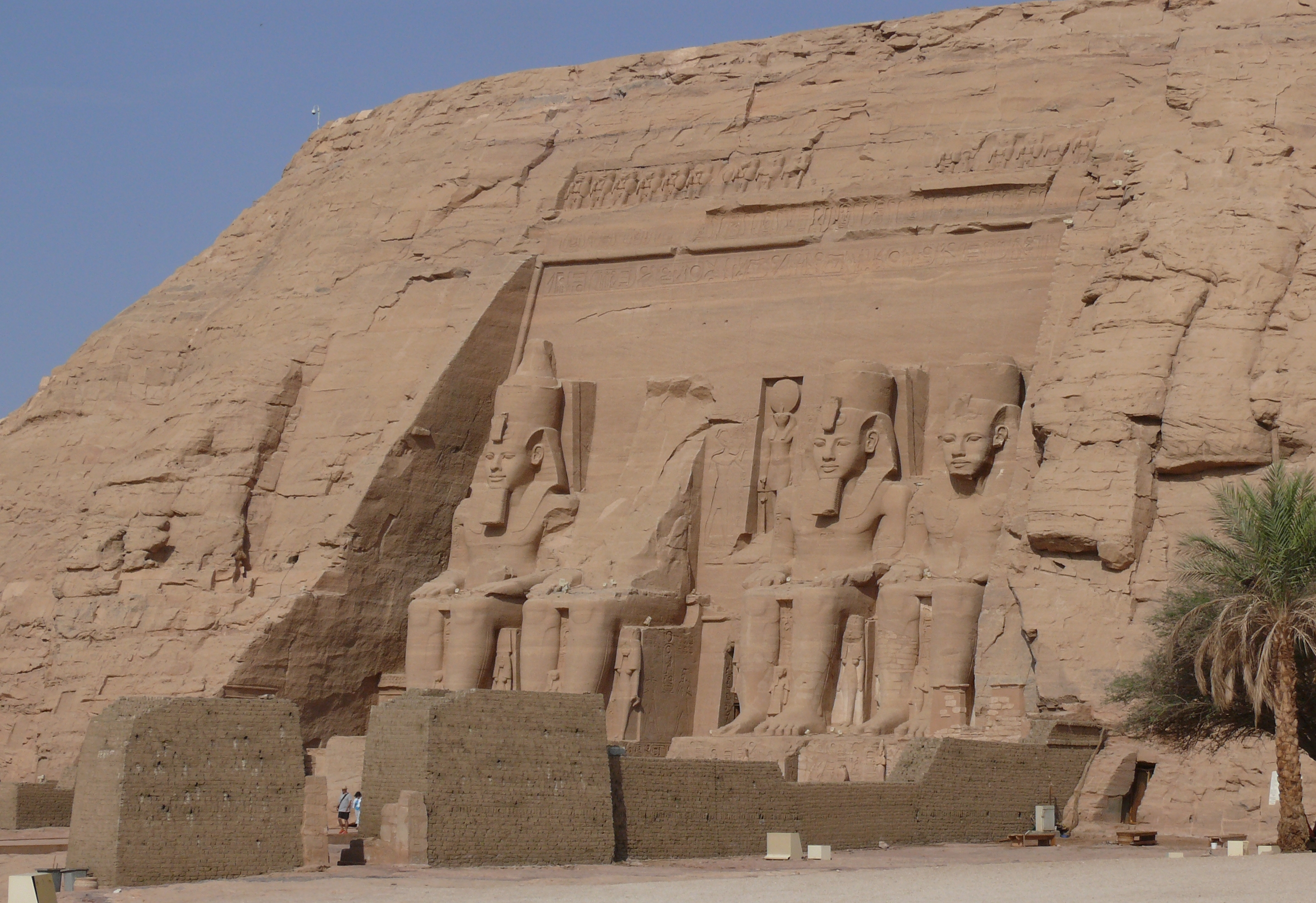
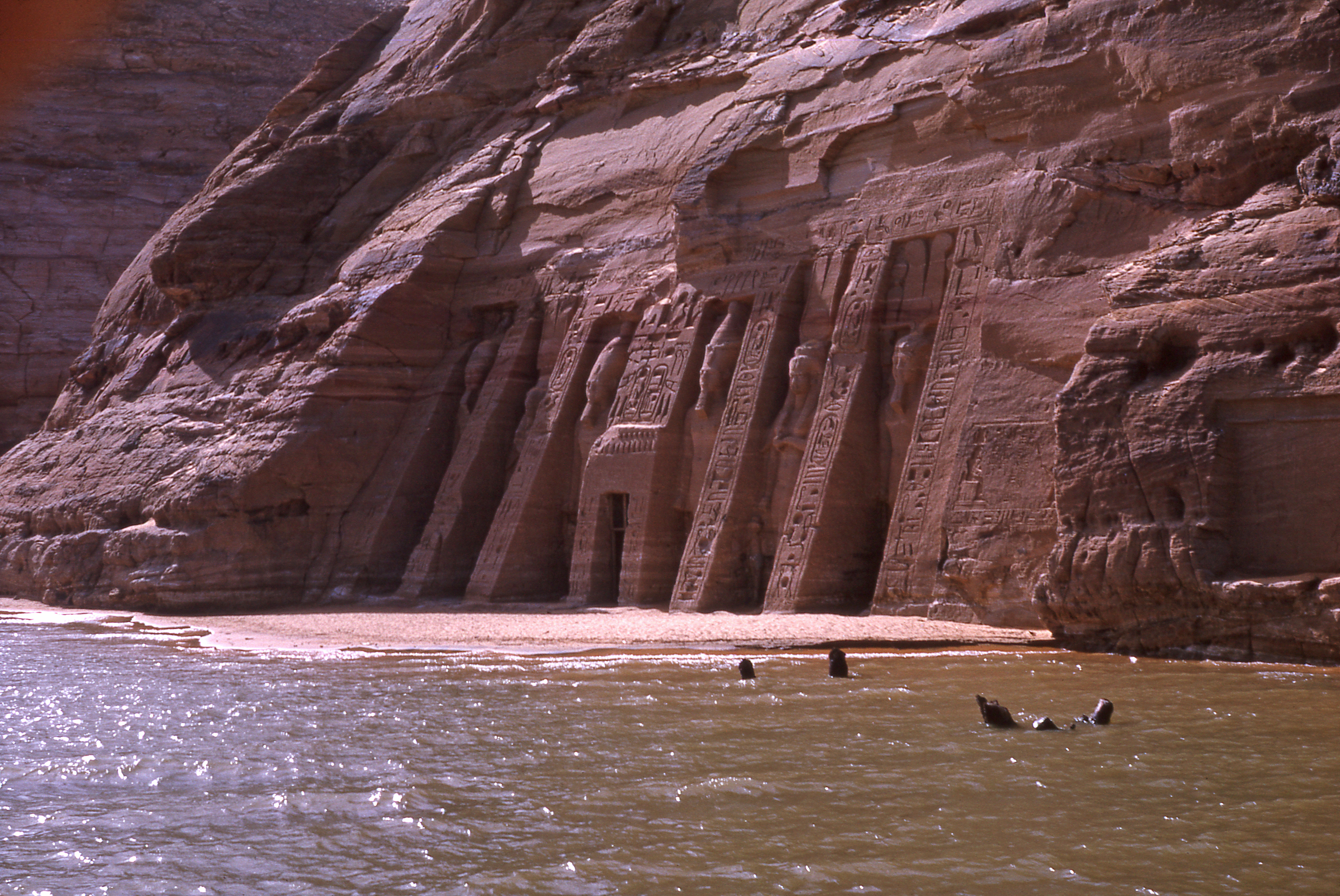
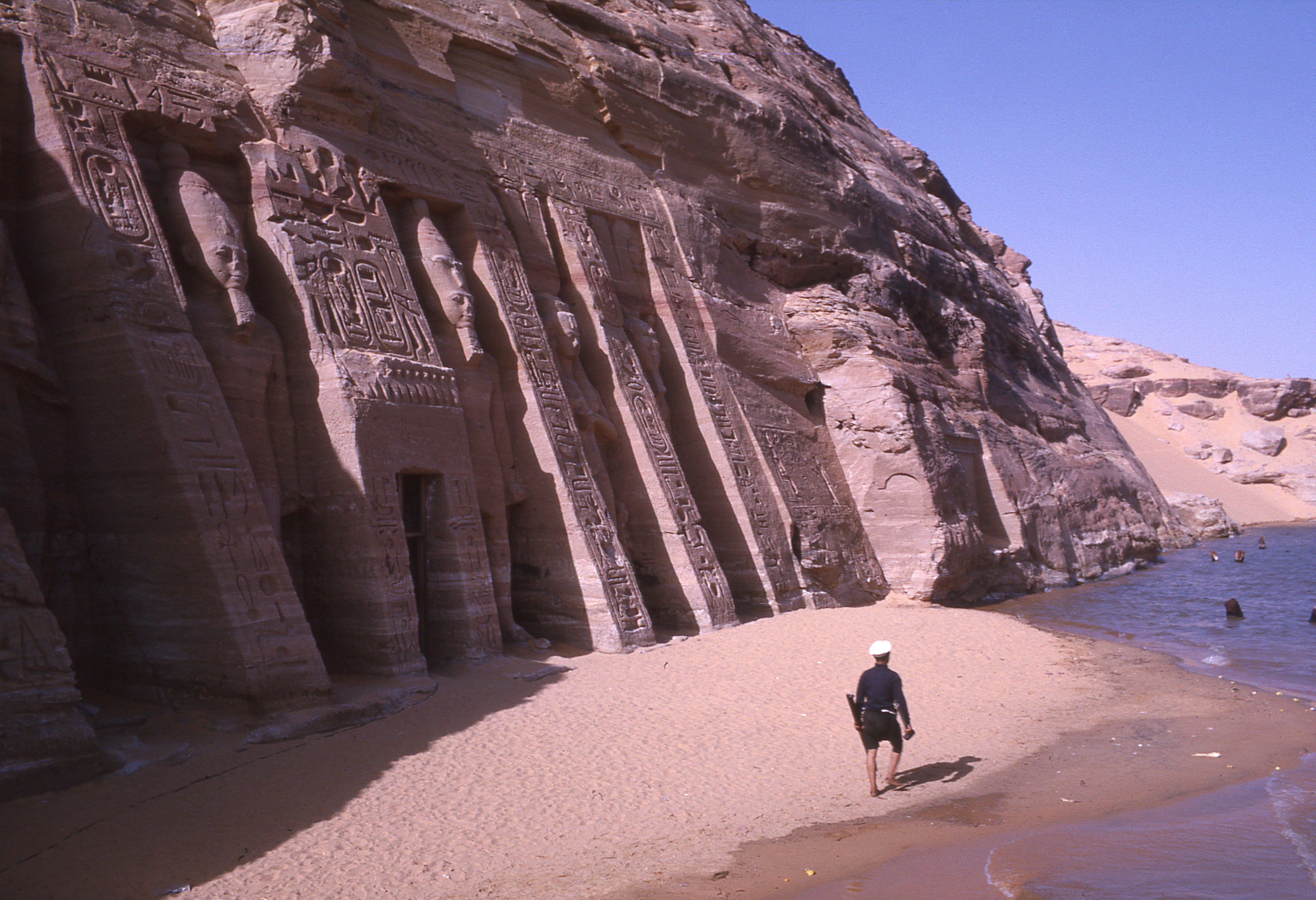
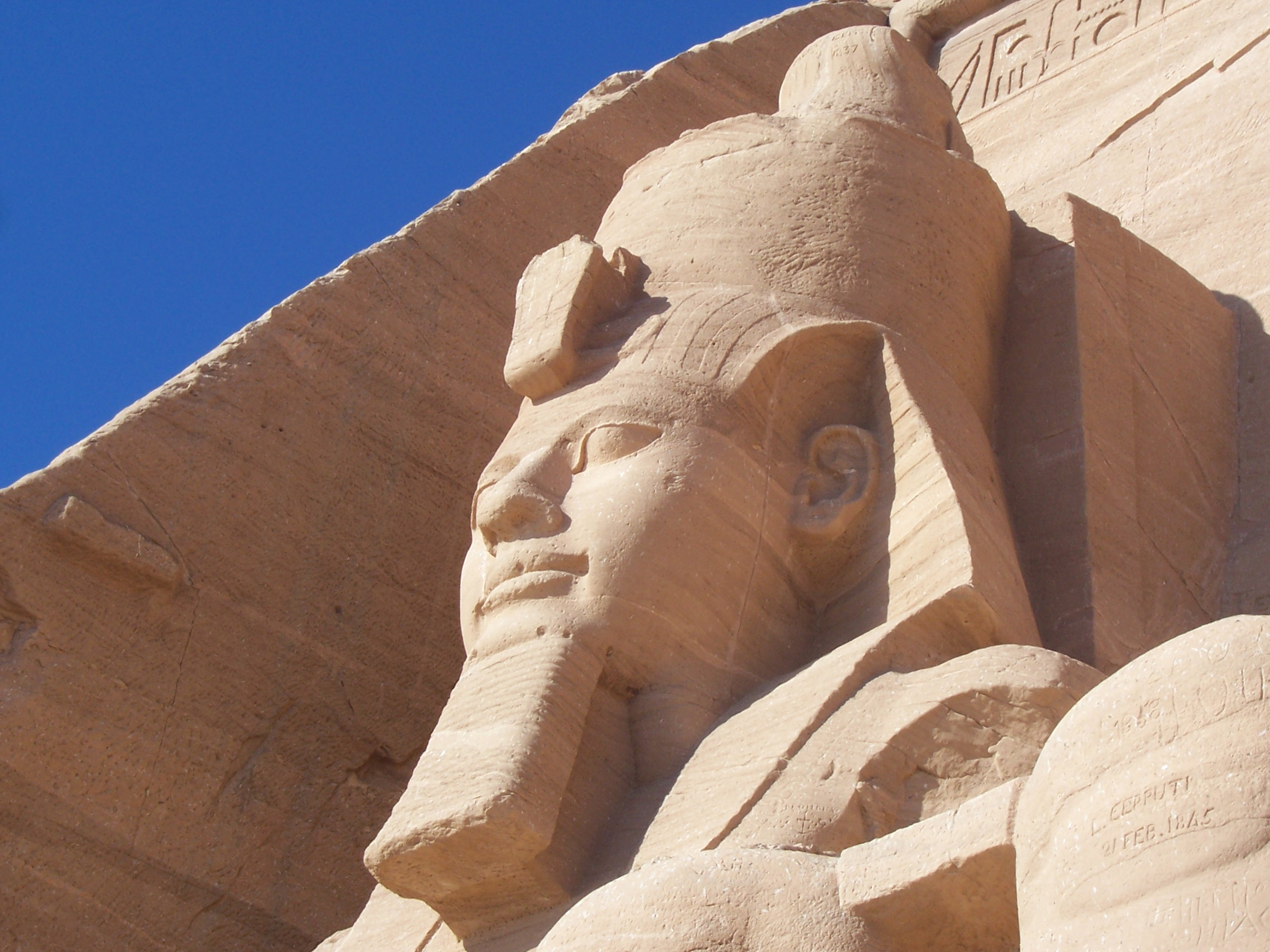
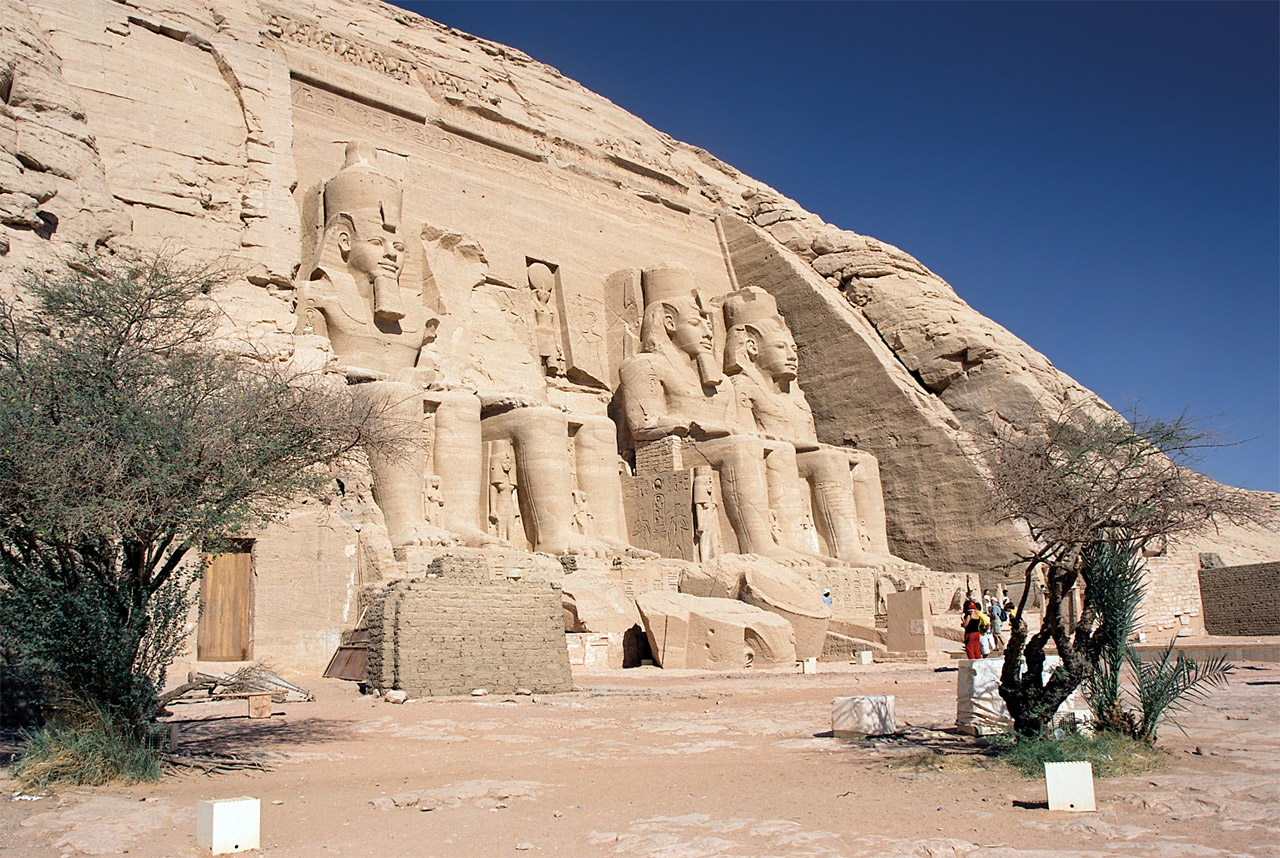
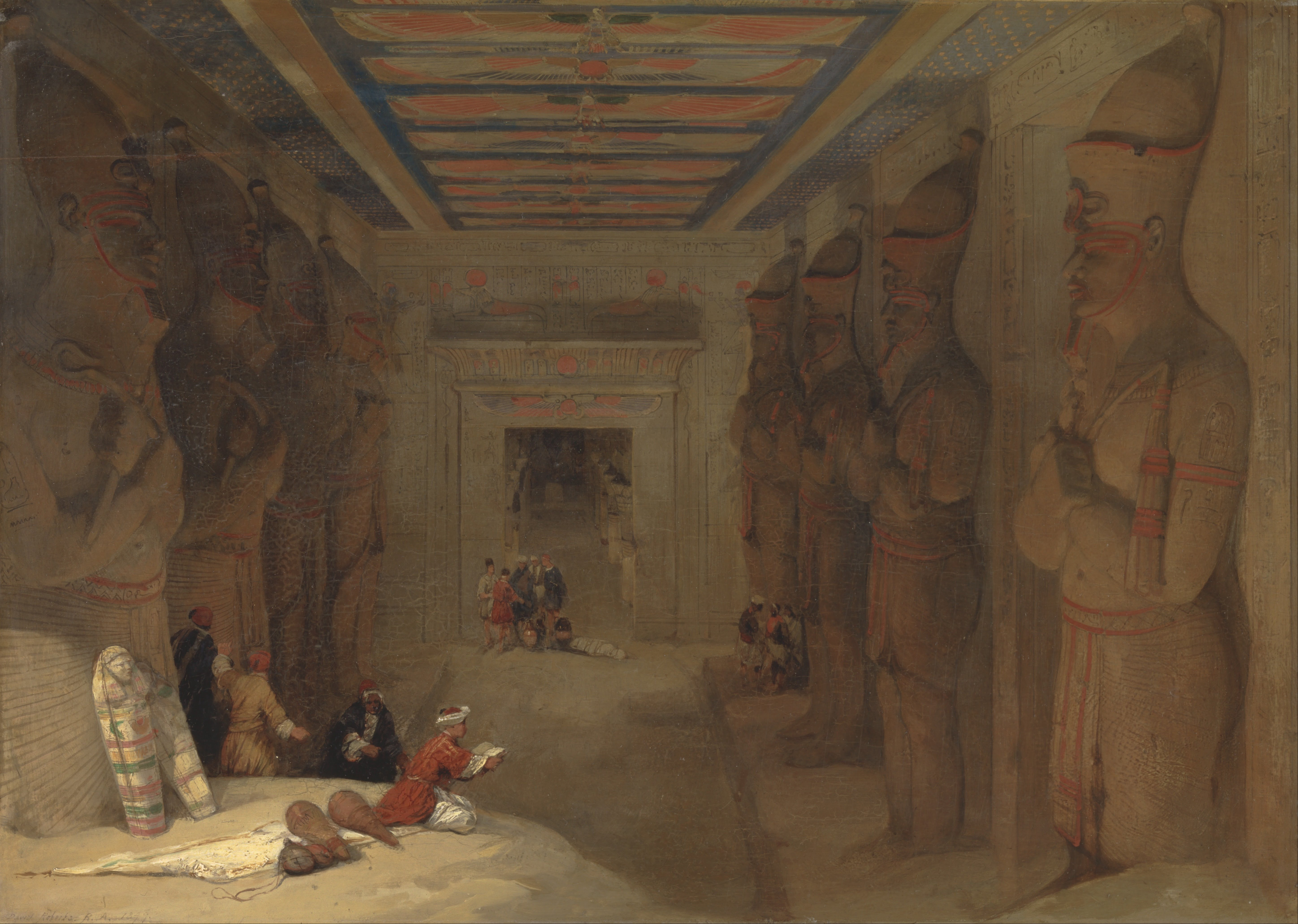
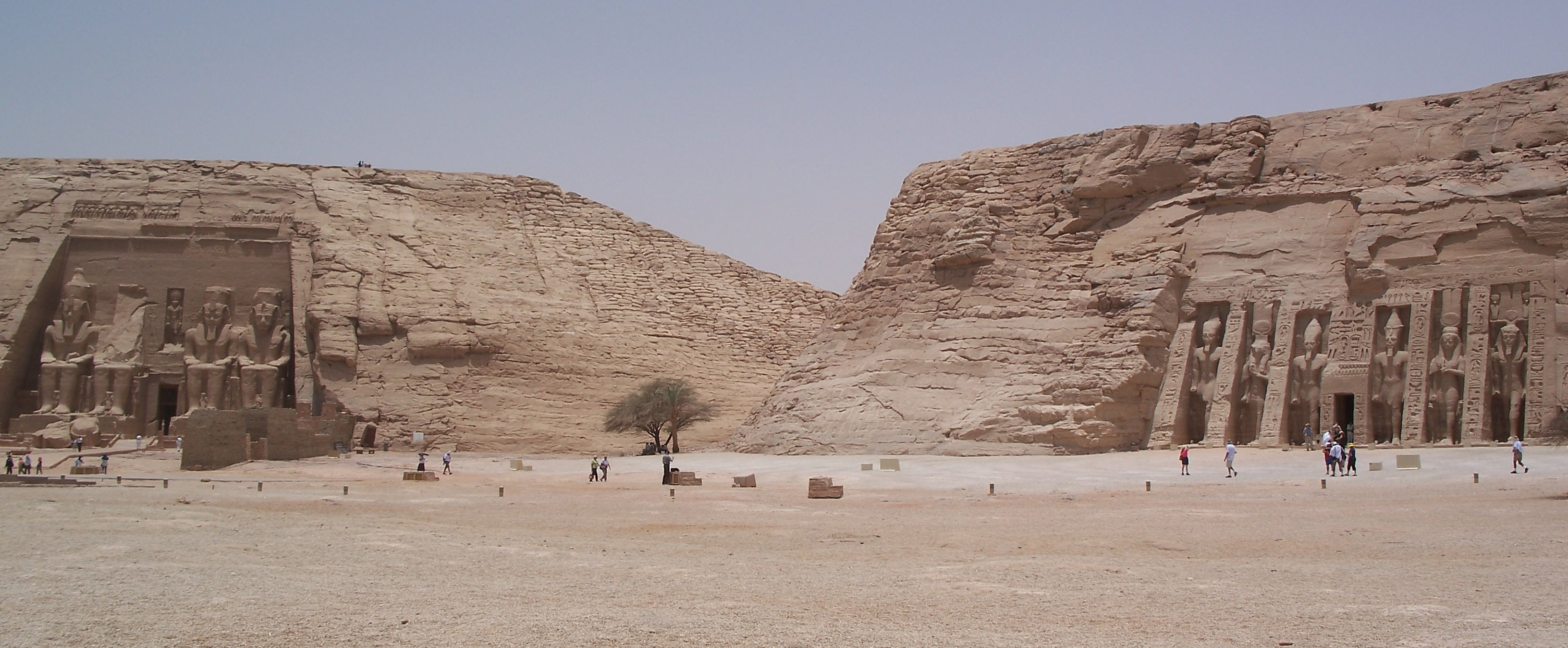
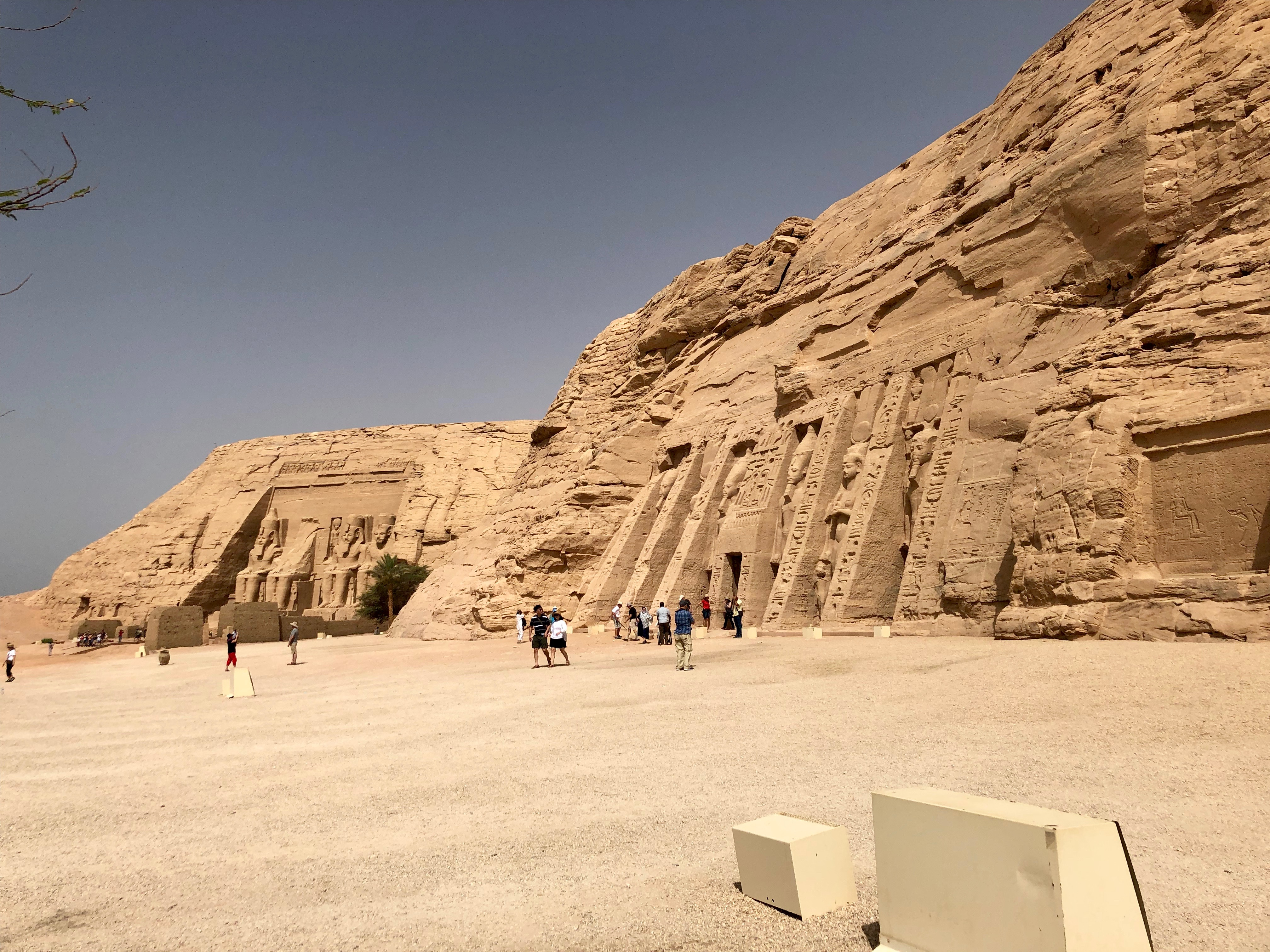
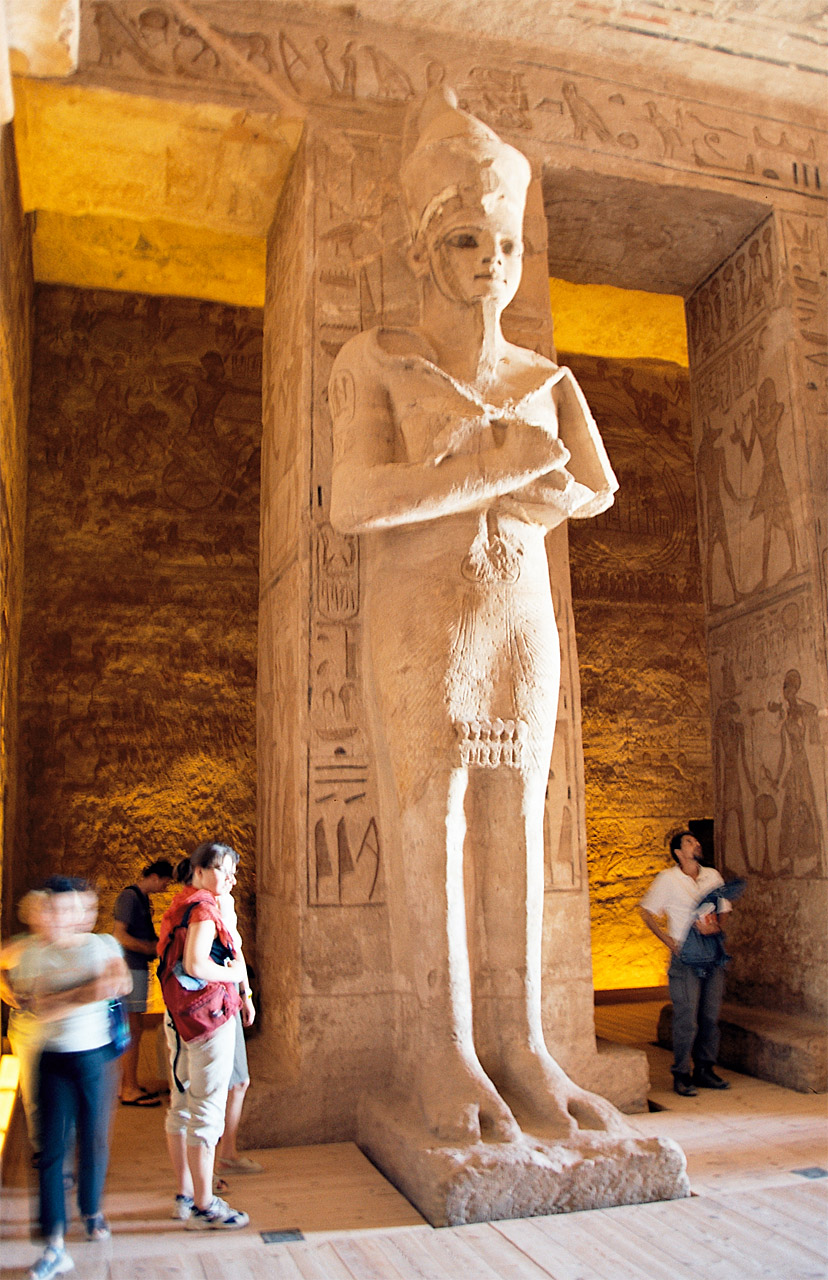
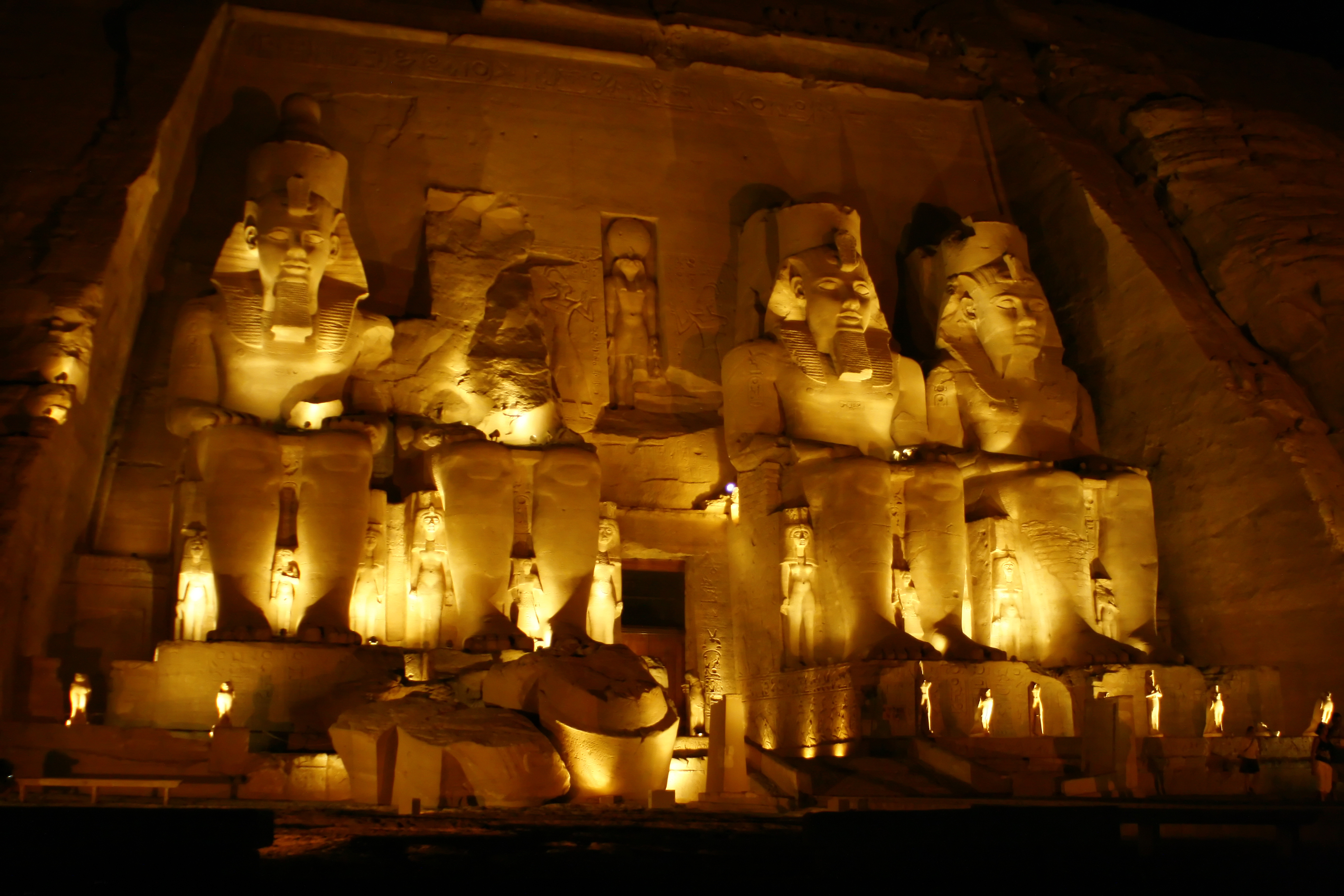
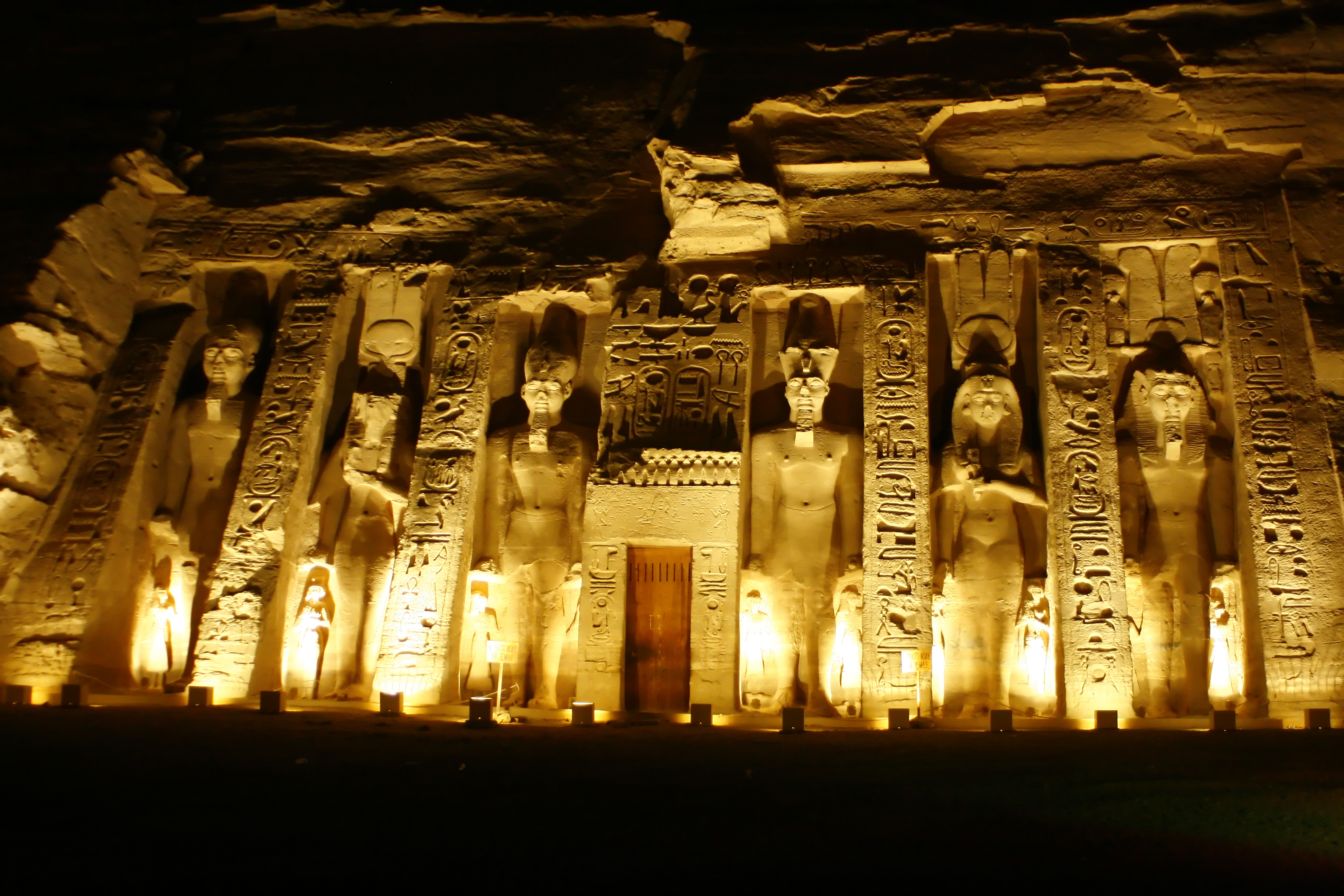
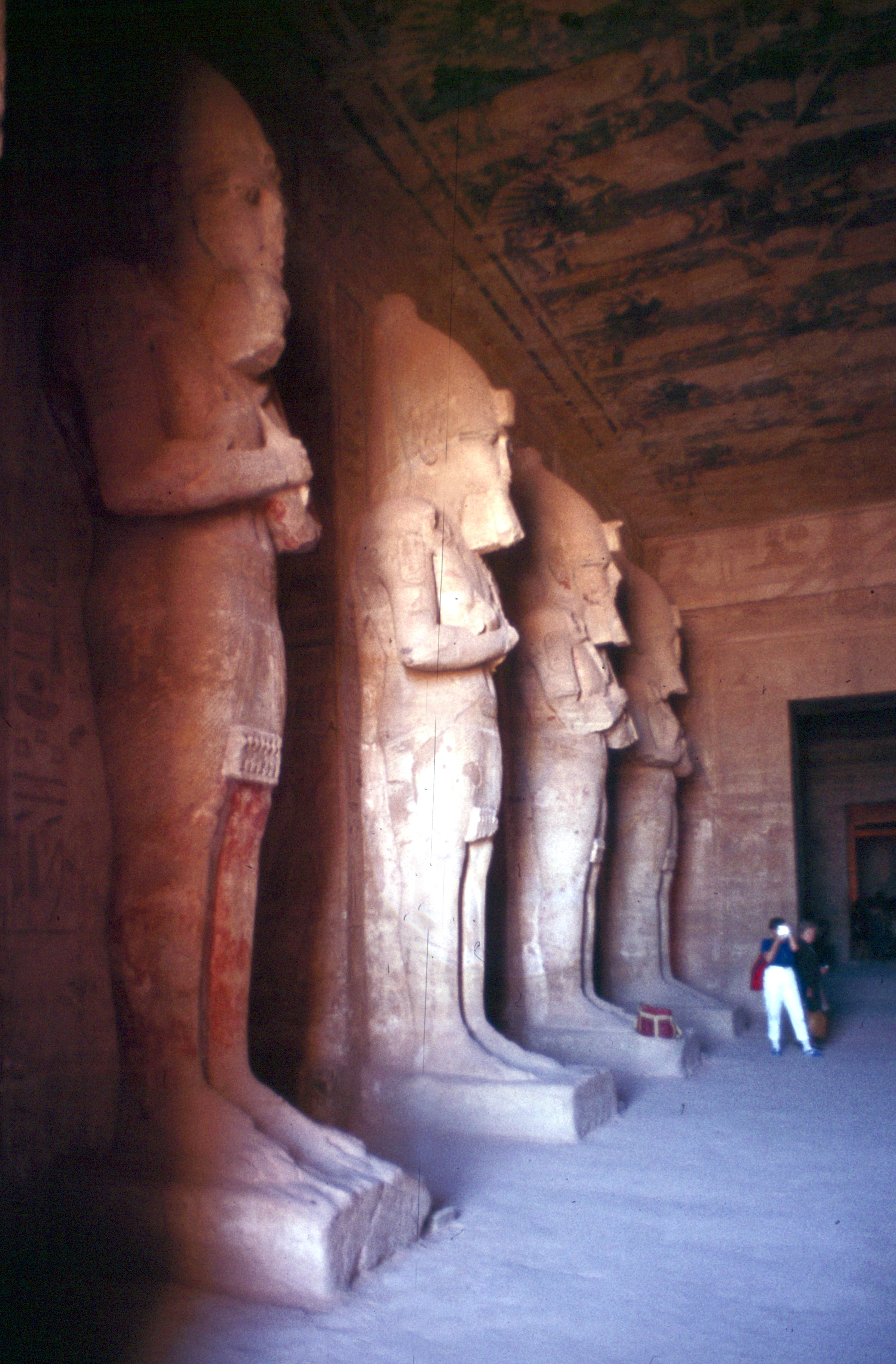
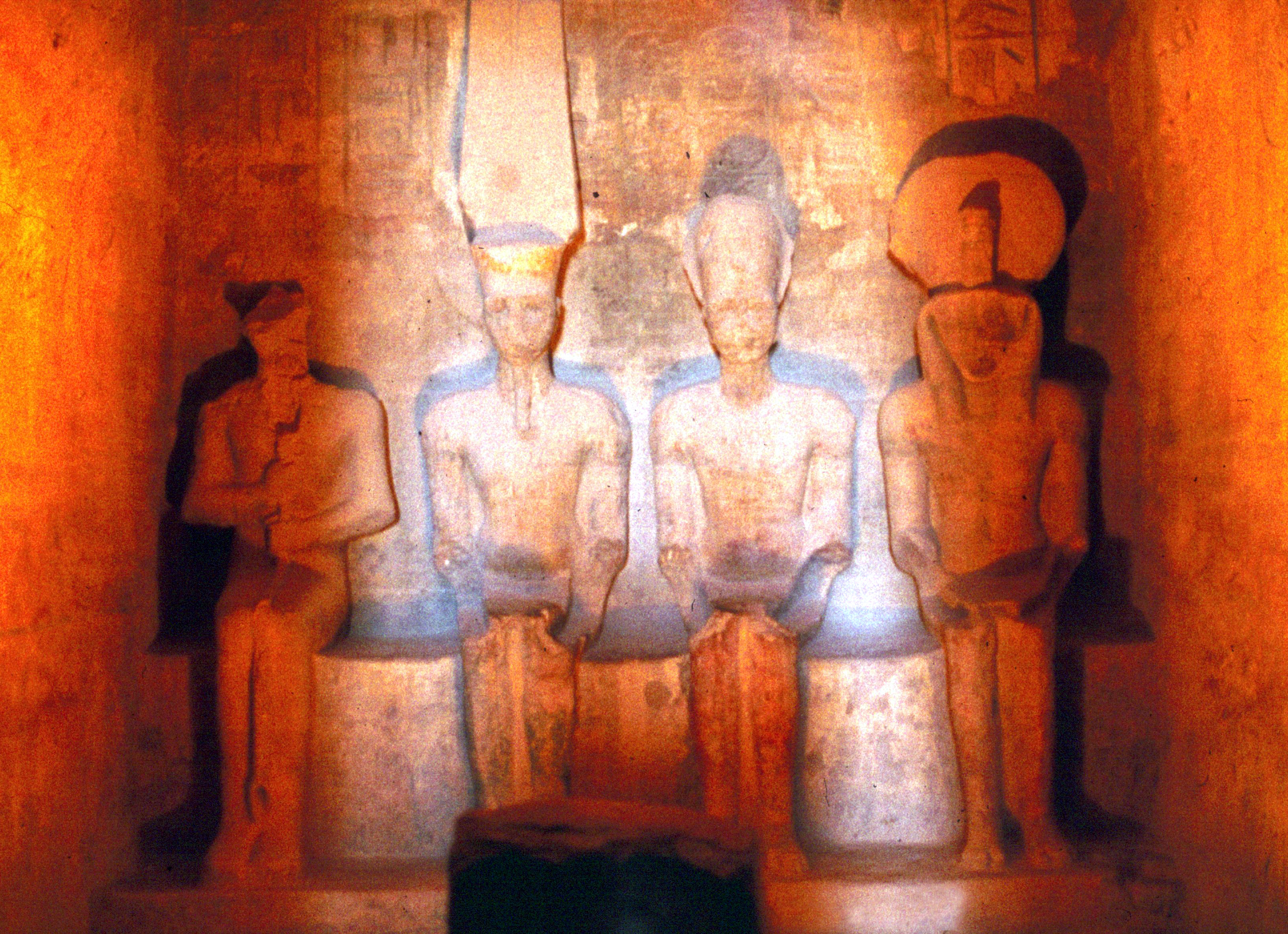
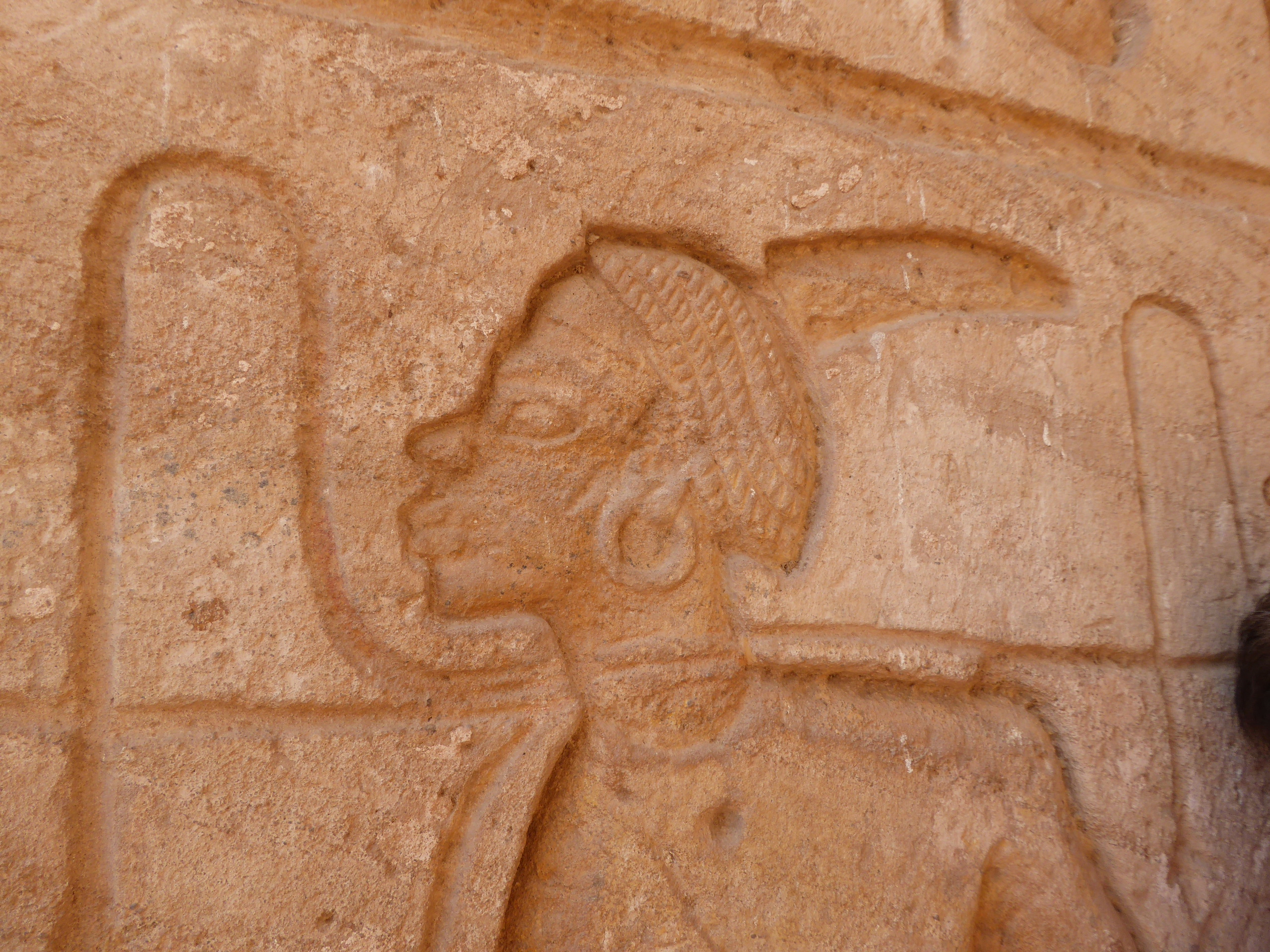
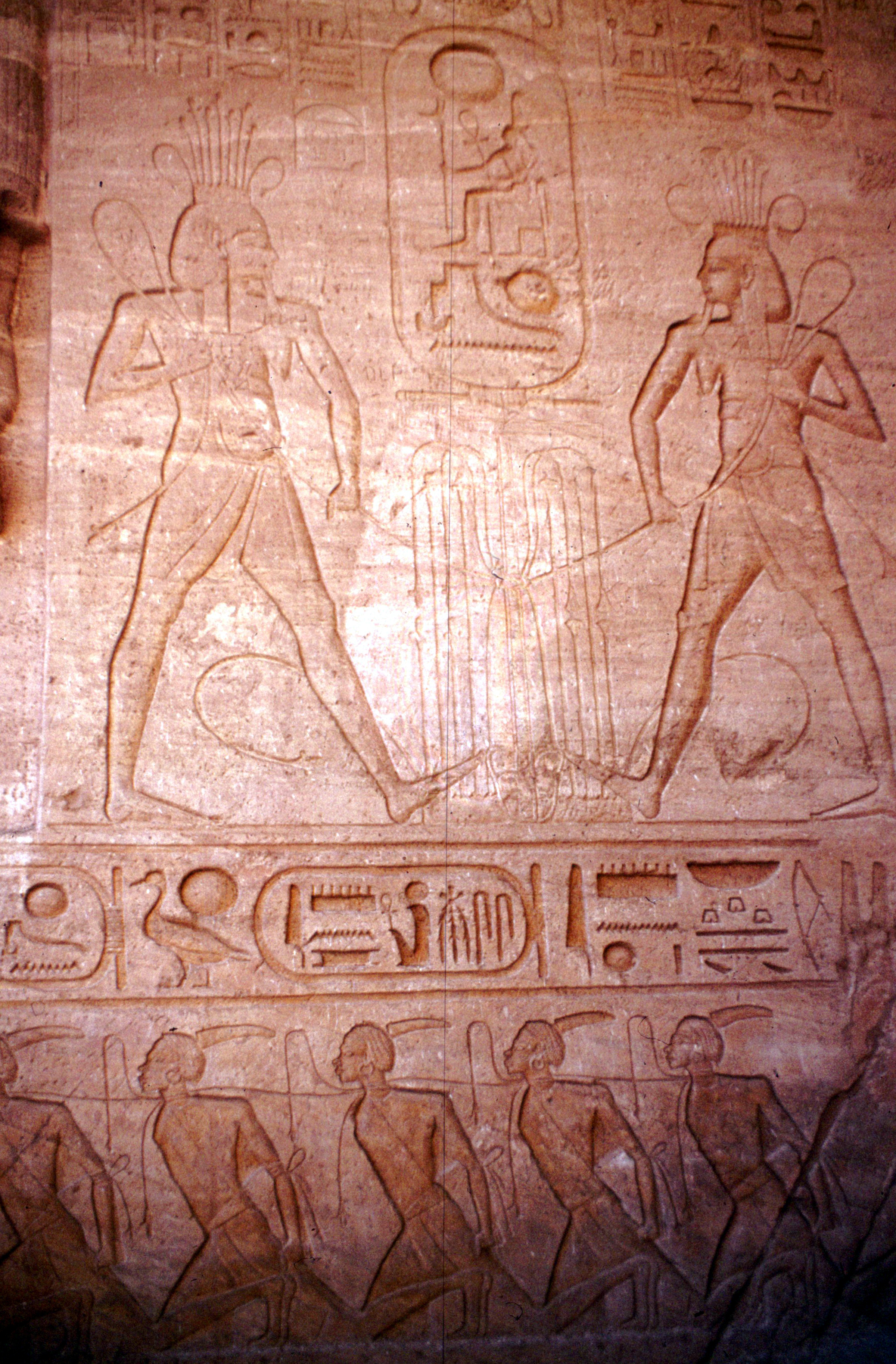
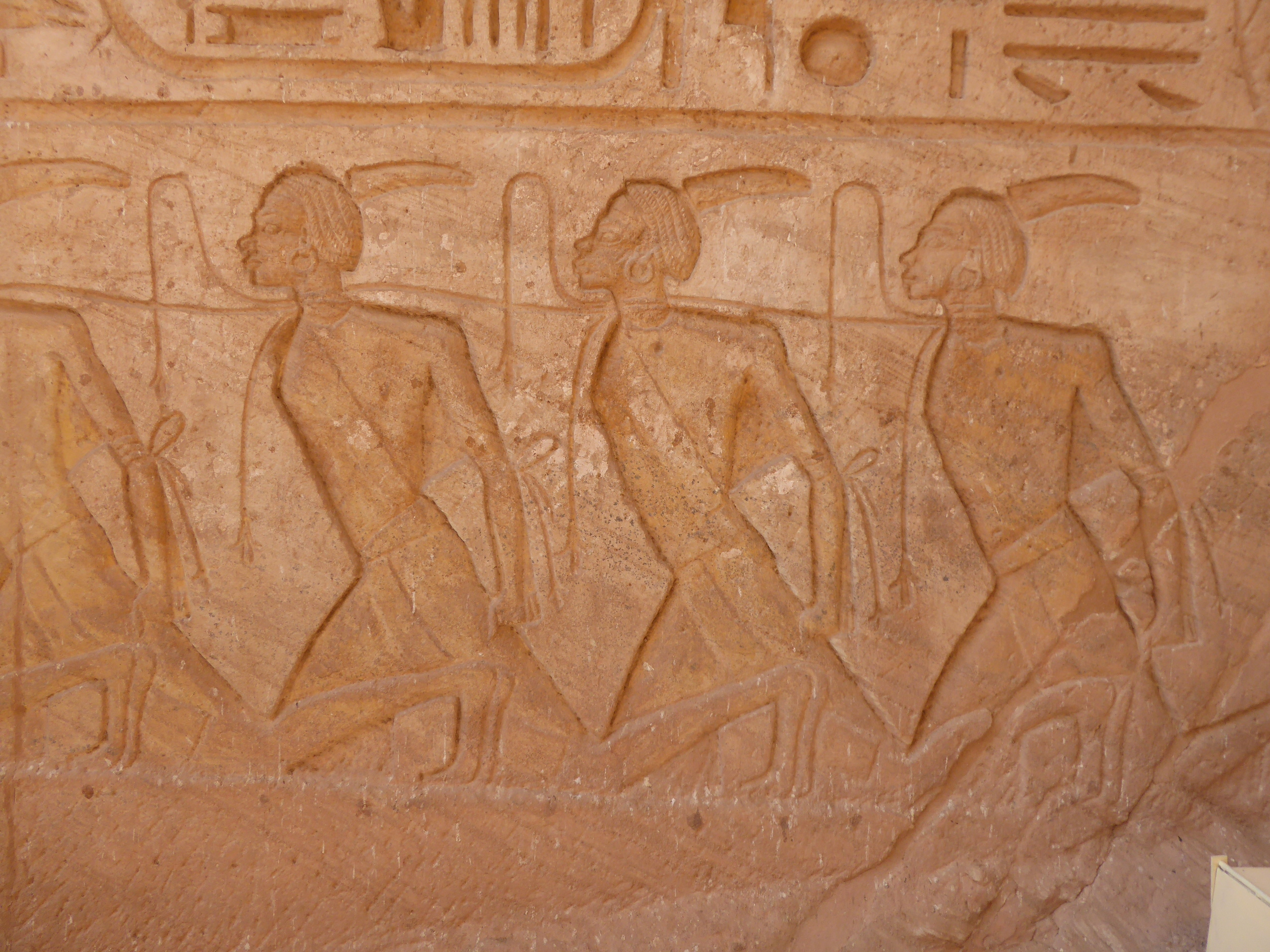
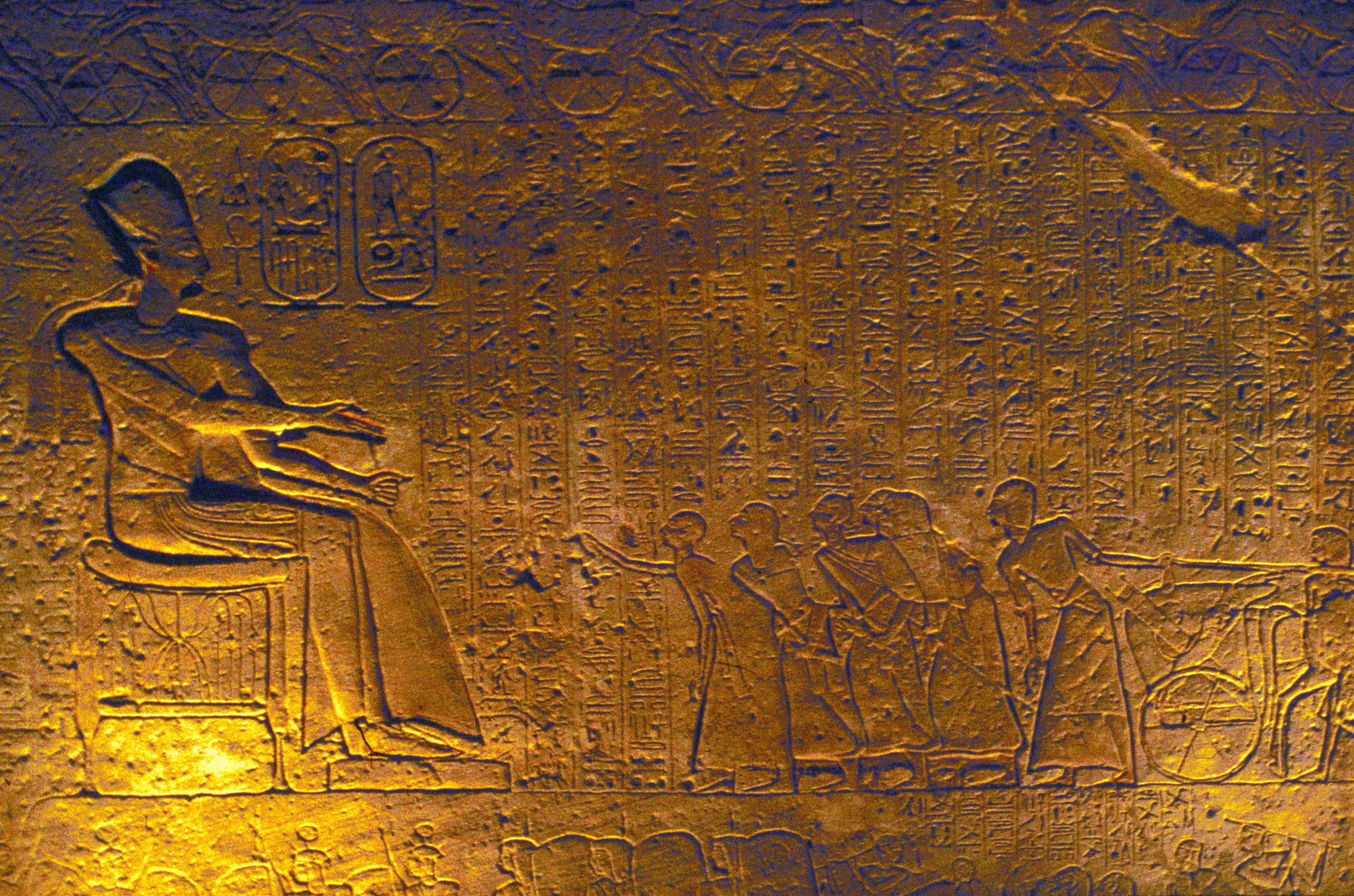
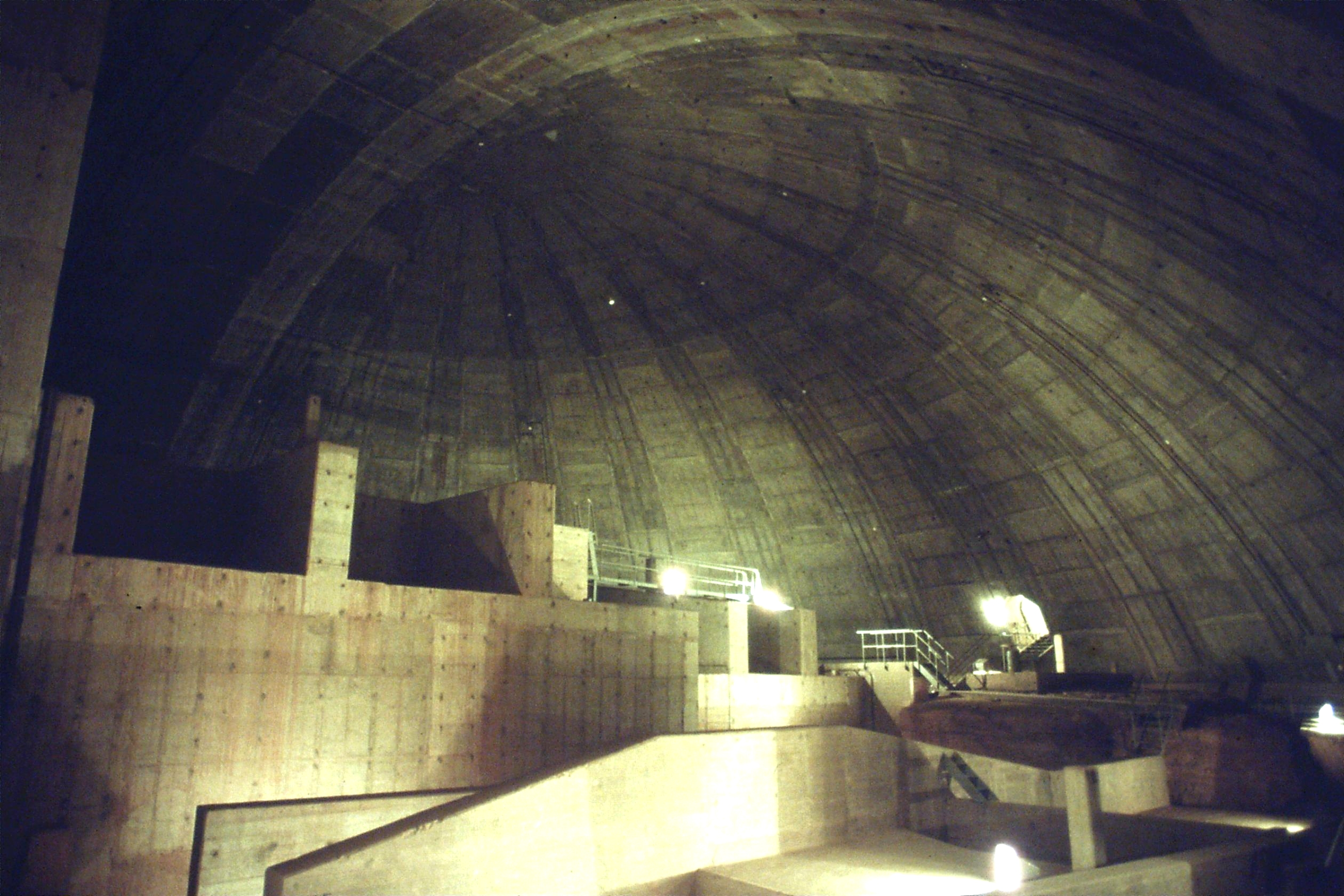
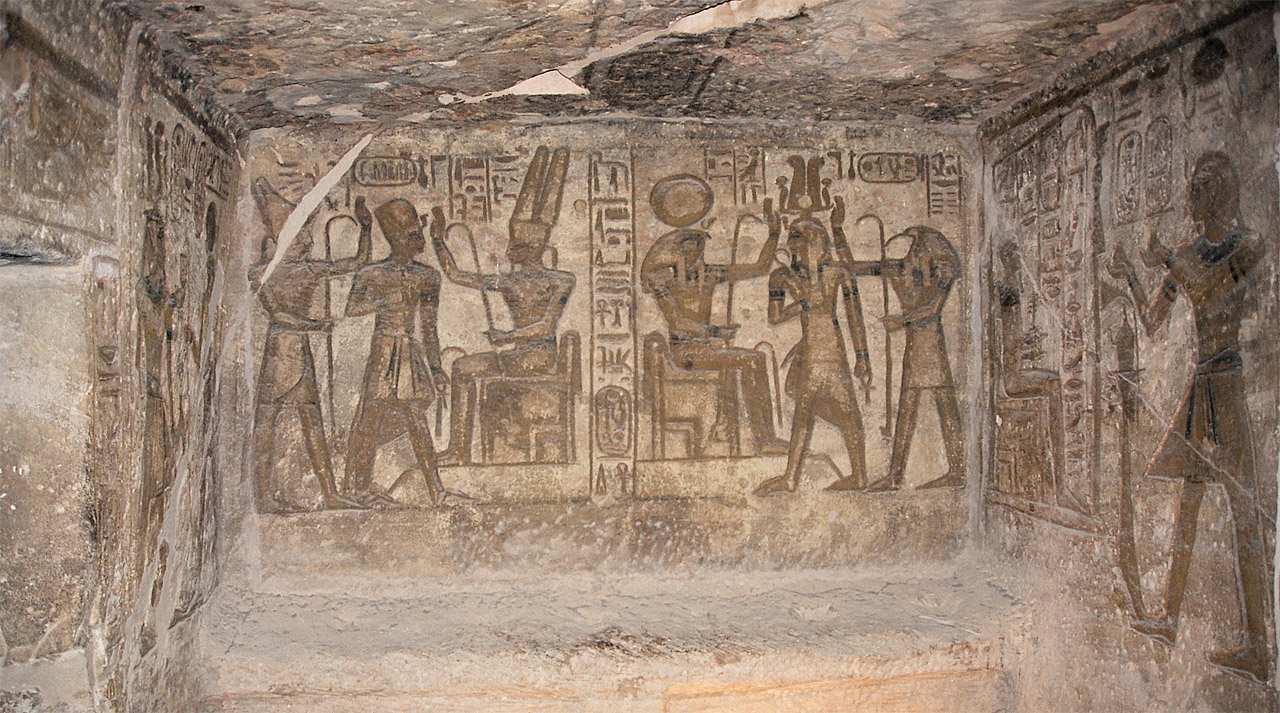
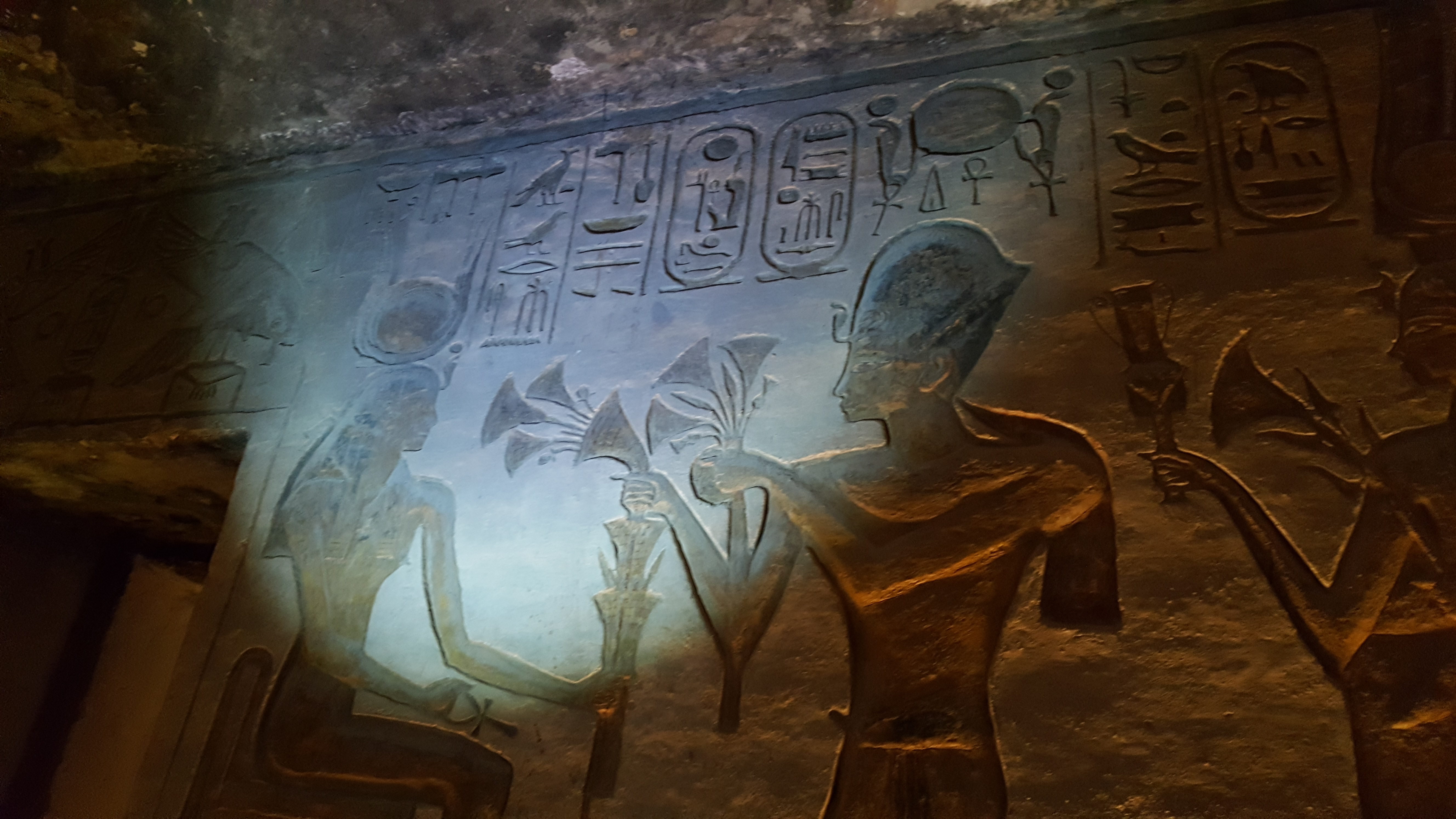
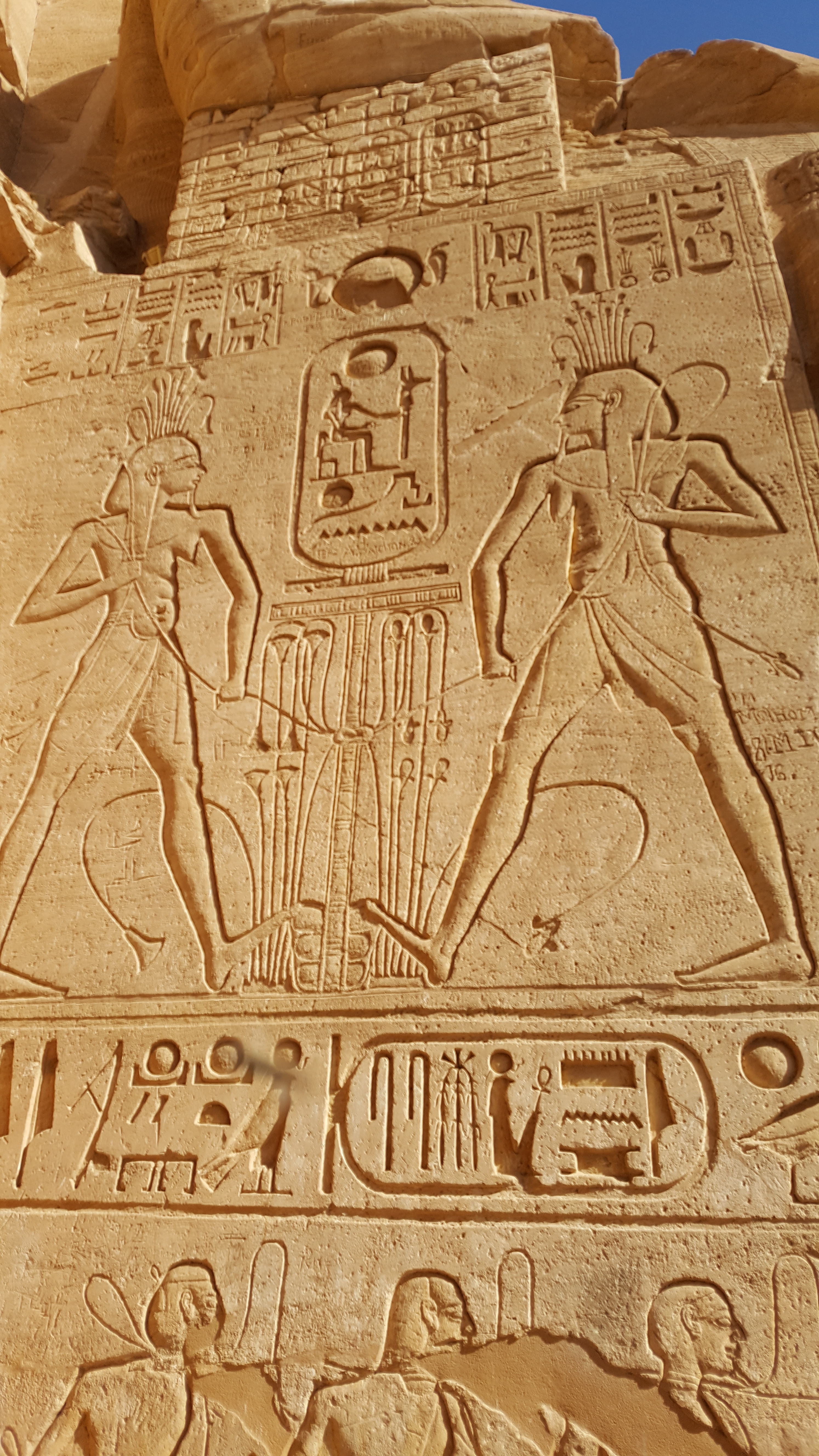
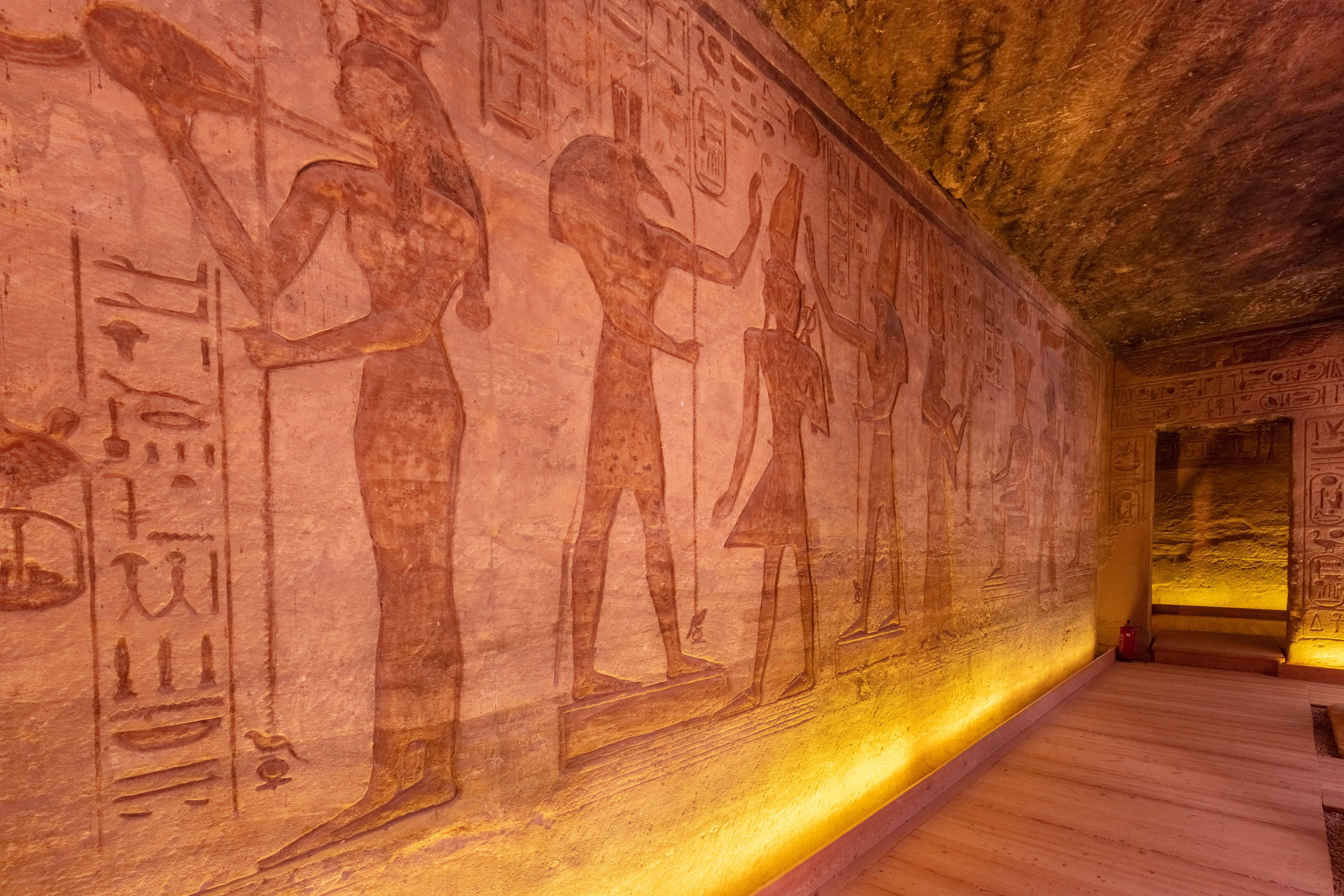
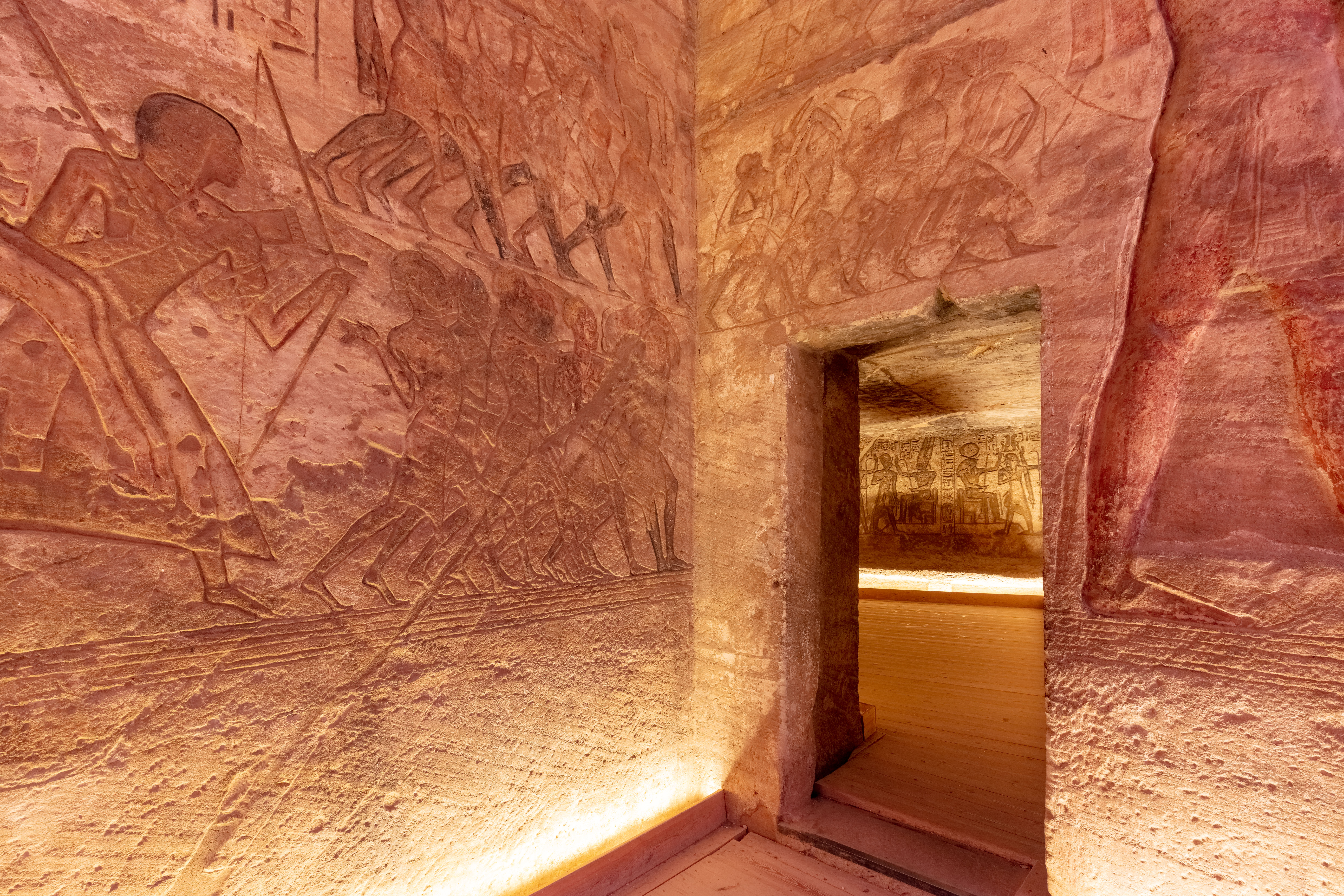
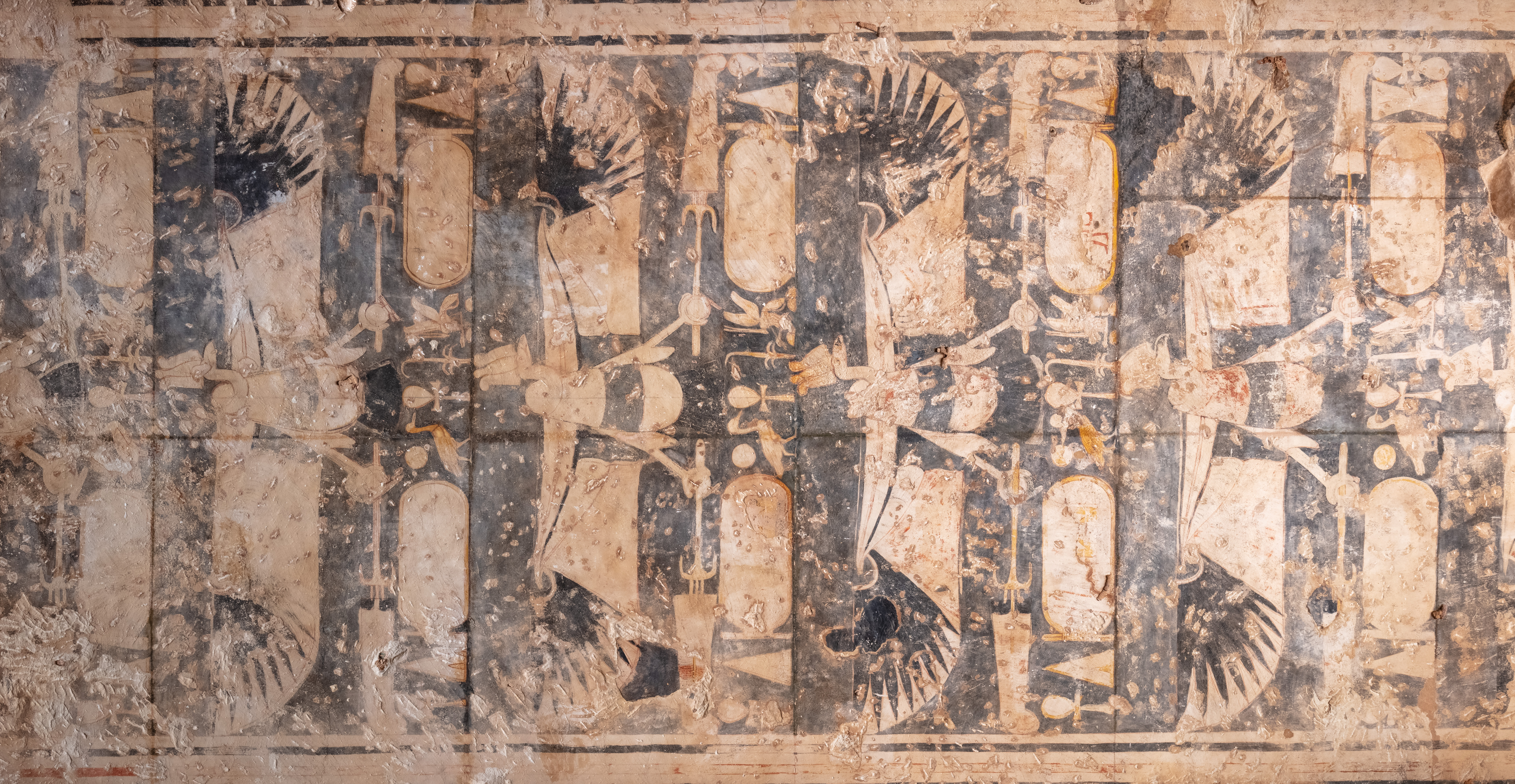
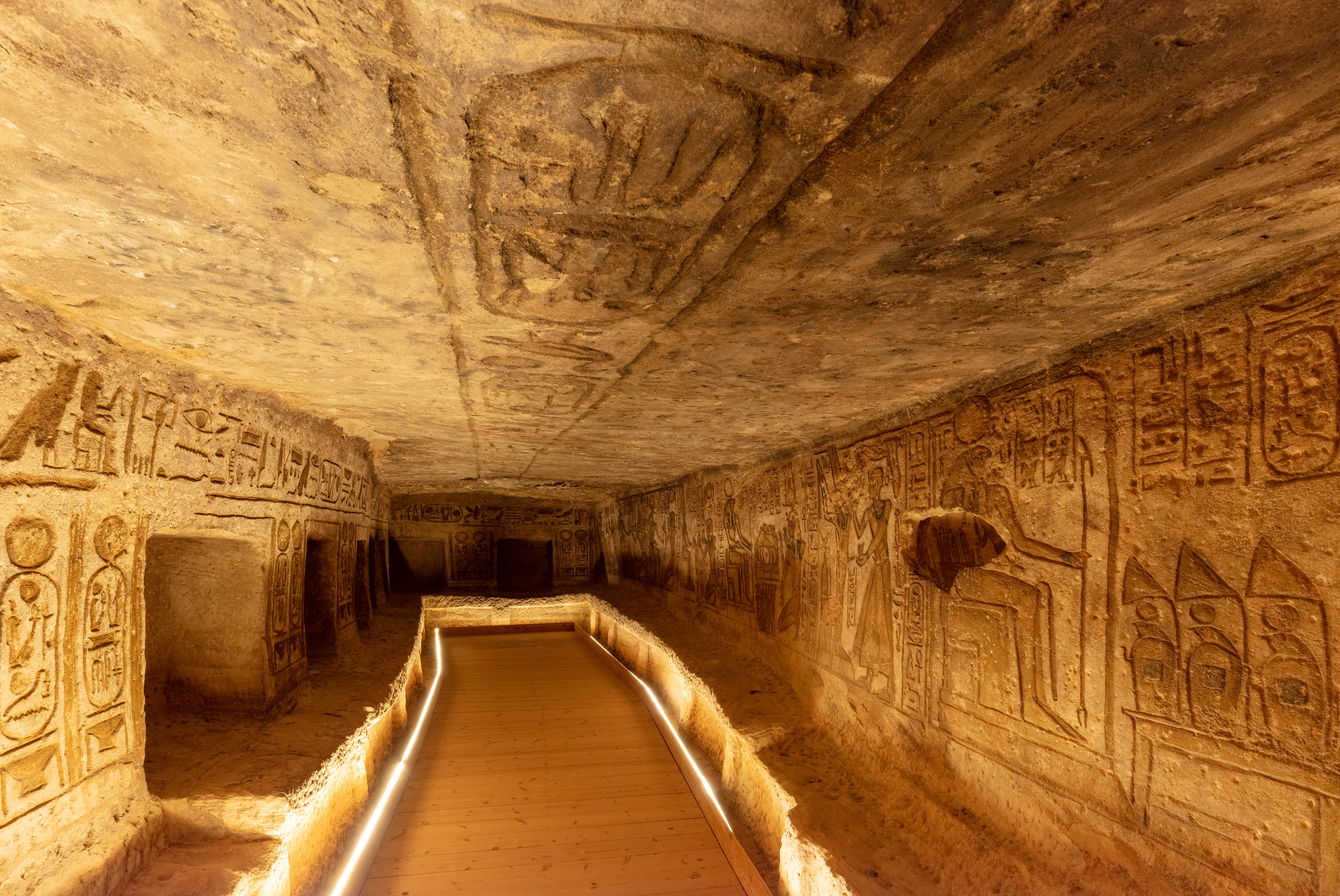
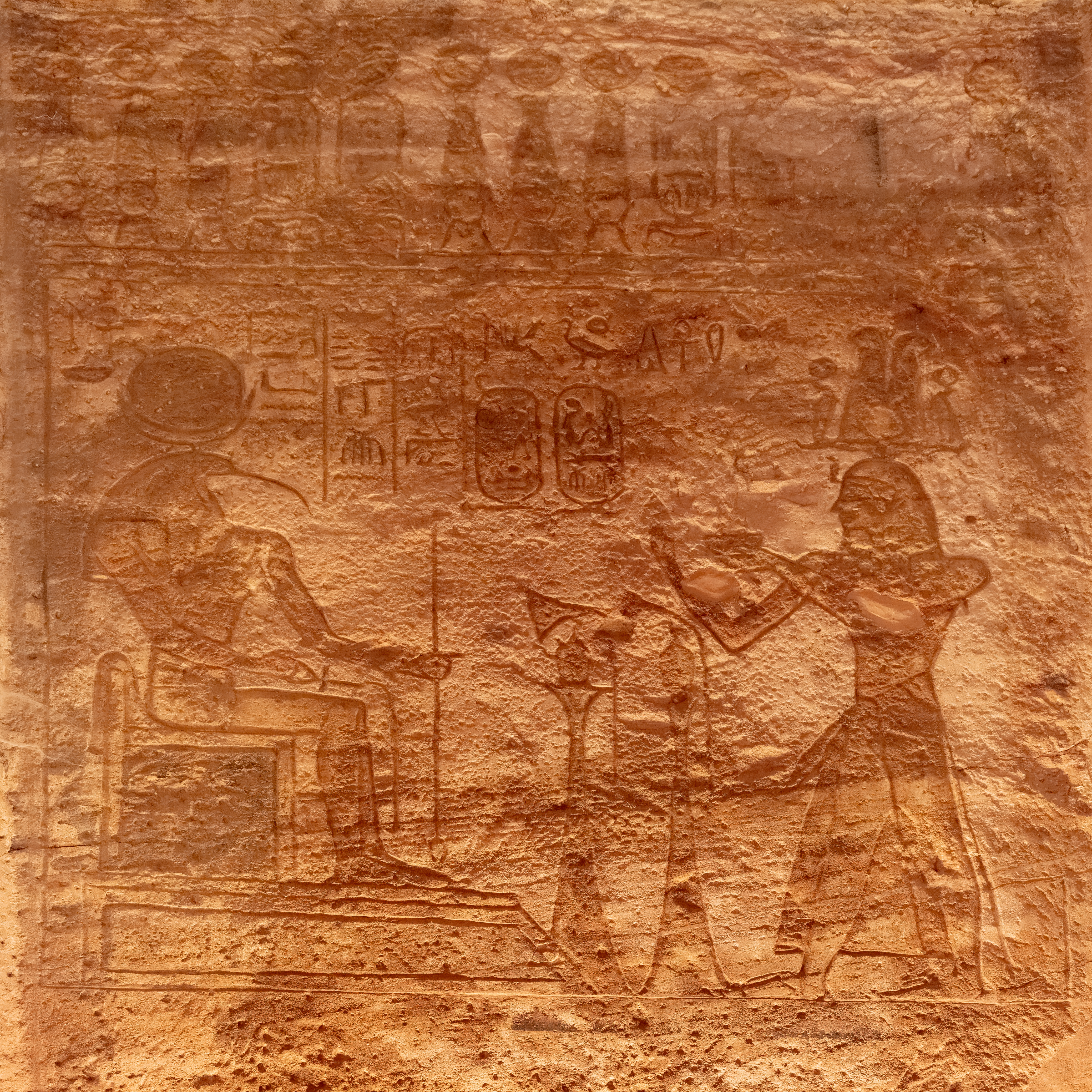
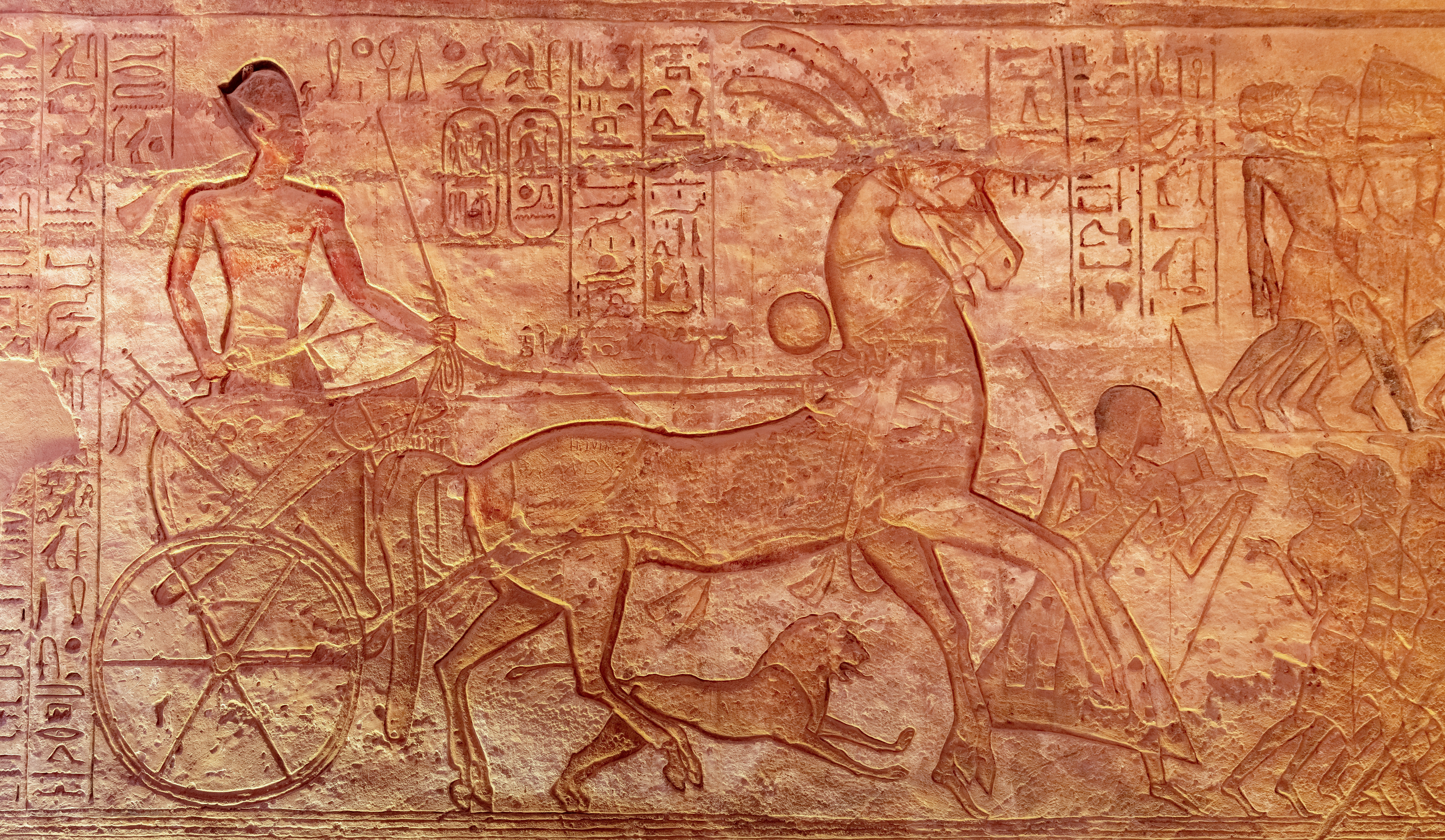